# Johann Strauss (1825)
Johann Strauss (Vienna, 25 ottobre 1825 – Vienna, 3 giugno 1899) è stato un compositore e direttore d'orchestra austriaco figlio dell'omonimo compositore Johann Strauss.
Johann Strauss figlio, il re del valzer, è principalmente noto per la sua attività di compositore di musica da ballo e di operette. Suoi fratelli furono i compositori Josef ed Eduard Strauss. Alla sua figura e a quella degli altri membri della sua famiglia è dedicato l'annuale Concerto di Capodanno, offerto dai Wiener Philharmoniker e trasmesso in mondovisione dalla sala dorata del Musikverein di Vienna. Un sondaggio di opinione nel 1890 lo rivelò essere il terzo tra le personalità più celebri d'Europa: era preceduto nell'ordine dalla regina Vittoria e dal cancelliere Otto von Bismarck.
Johann Strauss è stato il più celebre membro di una famiglia di musicisti che, per quasi un secolo, dominò le scene musicali viennesi e oscurò artisti contemporanei a lui come Joseph Labitzky. La sua fama è legata soprattutto ai suoi valzer, alcuni dei quali ancora oggi celeberrimi, come Wiener Bonbons, Künstlerleben, Geschichten aus dem Wienerwald, Wein, Weib und Gesang, Wiener Blut, Rosen aus dem Süden, Frühlingsstimmen, Kaiser-Walzer e quello che viene considerato il valzer più famoso di tutti i tempi, Sul bel Danubio blu (An der schönen blauen Donau); per questo motivo a Strauss è stato universalmente riconosciuto l'appellativo di "re del valzer".
Fra le altre danze della sua lunga produzione (la lista delle sue opere comprende circa 500 composizioni fra valzer, polke, marce e quadriglie) vale la pena di menzionare Annen-Polka, Leichtes Blut, Éljen a Magyar!, Pizzicato Polka (scritta a quattro mani col fratello Josef), Auf der Jagd!, Unter Donner und Blitz e la Tritsch-Tratsch-Polka. Strauss seppe distinguersi anche nel campo dell'operetta, arrivando a comporne sedici nell'arco di poco meno di trent'anni. Il suo più grande successo l'ottenne con Il pipistrello (Die Fledermaus) che, ancora oggi, è considerata il culmine di quel periodo musicale che venne rinominato '"età d'oro dell'operetta viennese" (Goldene Operettenära).

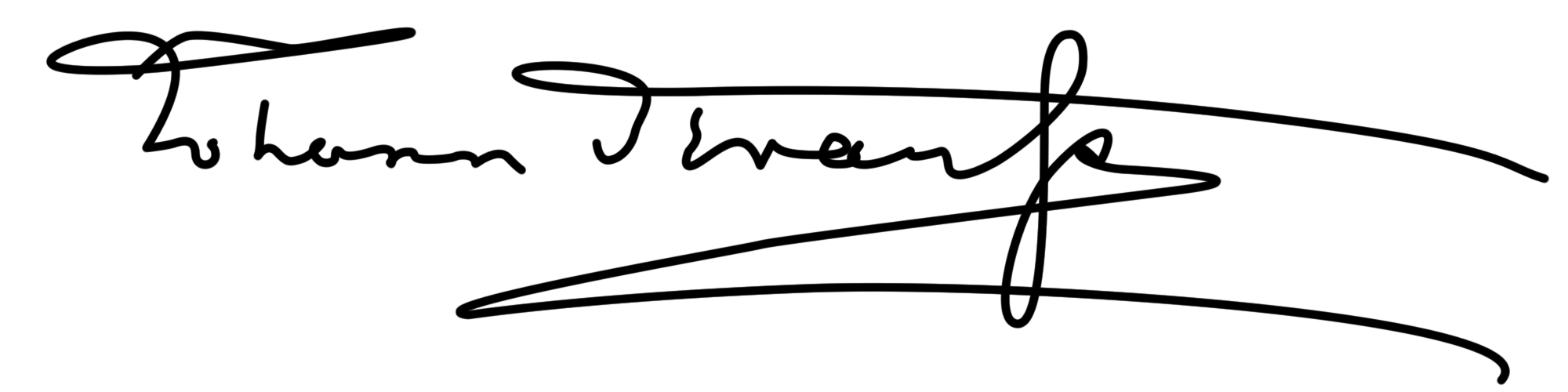

## Biografia

### Infanzia e adolescenza

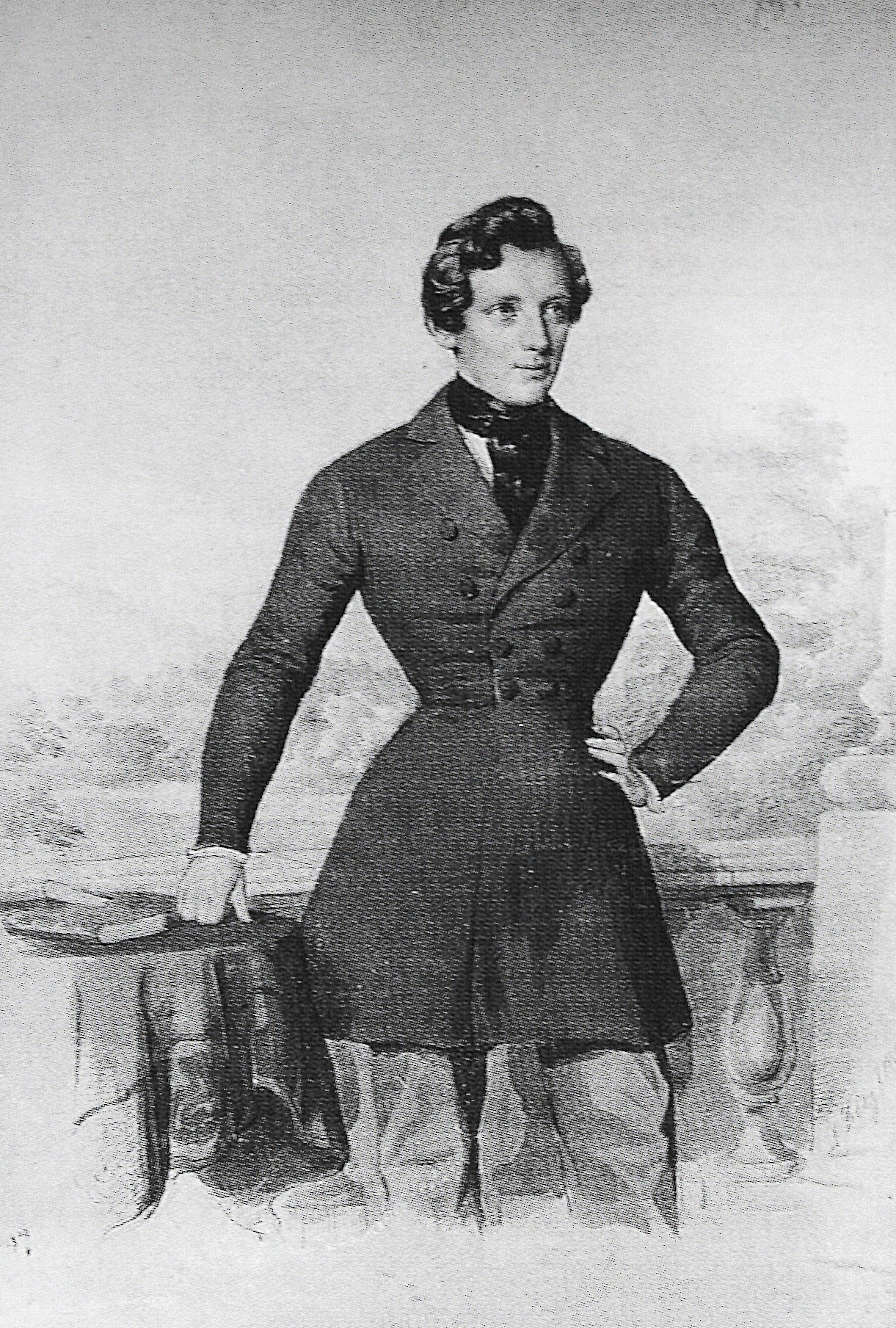
Il giovane Johann Strauss

Johann Strauss nacque a Vienna (più precisamente a Neubau, oggi settimo distretto della città), da Johann Strauss padre e Anna Streim (1801-1870). Il piccolo Johann venne battezzato lo stesso giorno della sua nascita nella chiesa di St. Ulrich, la stessa nella quale, nell'inverno del 1800, si erano sposati i suoi nonni materni, Maria Anna Rober, figlia di un pasticciere, e Joseph Streim, un cocchiere immigrato dall'Austria Inferiore. Sempre nella chiesa di St. Ulrich, nell'agosto del 1800, era stata battezzata Anna Streim, sua madre.
Nonostante la propensione del giovane agli studi musicali, suo padre fu sempre assolutamente contrario al desiderio del figlio di seguire le sue impronte e di diventare musicista a sua volta; infatti Johann padre aveva già previsto per il figlio una sicura carriera come bancario. Dopo aver concluso la scuola elementare, dal 1837 al 1841 frequentò la scuola media assieme al fratello Josef presso il collegio scozzese che sorgeva a Freyung, nel centro della città (l'istituto, retto dai benedettini, era una delle scuole più prestigiose di Vienna).
A seguito di un periodo di malattia del padre, nel 1839, Johann e Josef divennero cantori nel coro della chiesa di St. Leopold, cosa che valse loro l'esonero dal pagamento della retta scolastica. Dal 1841 Johann frequentò il Politecnico di Vienna, nella sezione a indirizzo commerciale. In questi anni, nonostante il divieto imposto dal padre, la madre Anna gli permise di prendere segretamente lezioni di violino e di teoria della musica e suo primo maestro fu il primo violino dell'orchestra di suo padre, Franz Amon.
Quando il padre lo scoprì, come Strauss ricordò poi in seguito
(Johann Strauss jr.)
Infatti Johann padre, preso dalla rabbia, mandò in pezzi il violino del figlio, scaraventandolo a terra. Tuttavia, quando Joseph Lanner morì, nel 1843, Johann abbandonò gli studi per dedicarsi completamente alla musica. Dopo un drastico dissidio con il marito, la madre prese apertamente le difese del figlio maggiore, consentendo a Johann, che aspirava a divenire un professionista, il proseguimento della propria formazione musicale. Ciò fu reso possibile soprattutto a partire da quando, nell'estate del 1843, Johann padre lasciò la famiglia e andò a vivere con la sua giovane amante, la modista Emilie Trampusch, dalla quale avrebbe avuto altri otto figli.
Dal 1843 al 1844, Johann prese lezioni di violino da Anton Kohlmann, violinista delle opere di corte e corripetitore di balletto; proprio Kohlmann certificò, in un attestato, che il suo allievo era un buon violinista e che le sue composizioni rivelavano un buon talento.
Tali doti vennero in seguito riconosciute anche dal compositore Josef Drechsler, dal 1844 maestro di cappella alla Cattedrale di Santo Stefano, che istruì Strauss nel basso continuo. Il 4 agosto 1844 fu proprio Drechsler a dirigere, in forma di offertorio, la prima esecuzione della prova d'esame di Johann, la piéce corale per quattro voci Tu qui regis totum orbem, nella Kirche zu den neun Chören der Engel di Am Hof, nel centro della città.
Nell'estate del 1844 Anna Streim chiese e ottenne il divorzio da Johann Strauss padre e, mentre quest'ultimo si rivolgeva all'autorità giudiziaria per mantenere, riguardo ai figli minorenni, il controllo sugli obiettivi educativi e professionali, la madre si batteva per il ritardato pagamento degli alimenti che le spettavano per i ragazzi.

### Il debutto nel mondo della musica
Il 31 luglio 1844, Johann rivolse un'istanza alle autorità municipali di Vienna
(Johann Strauss)
Tre giorni dopo fece registrare all'ufficio del protocollo quanto segue:
(Johann Strauss)

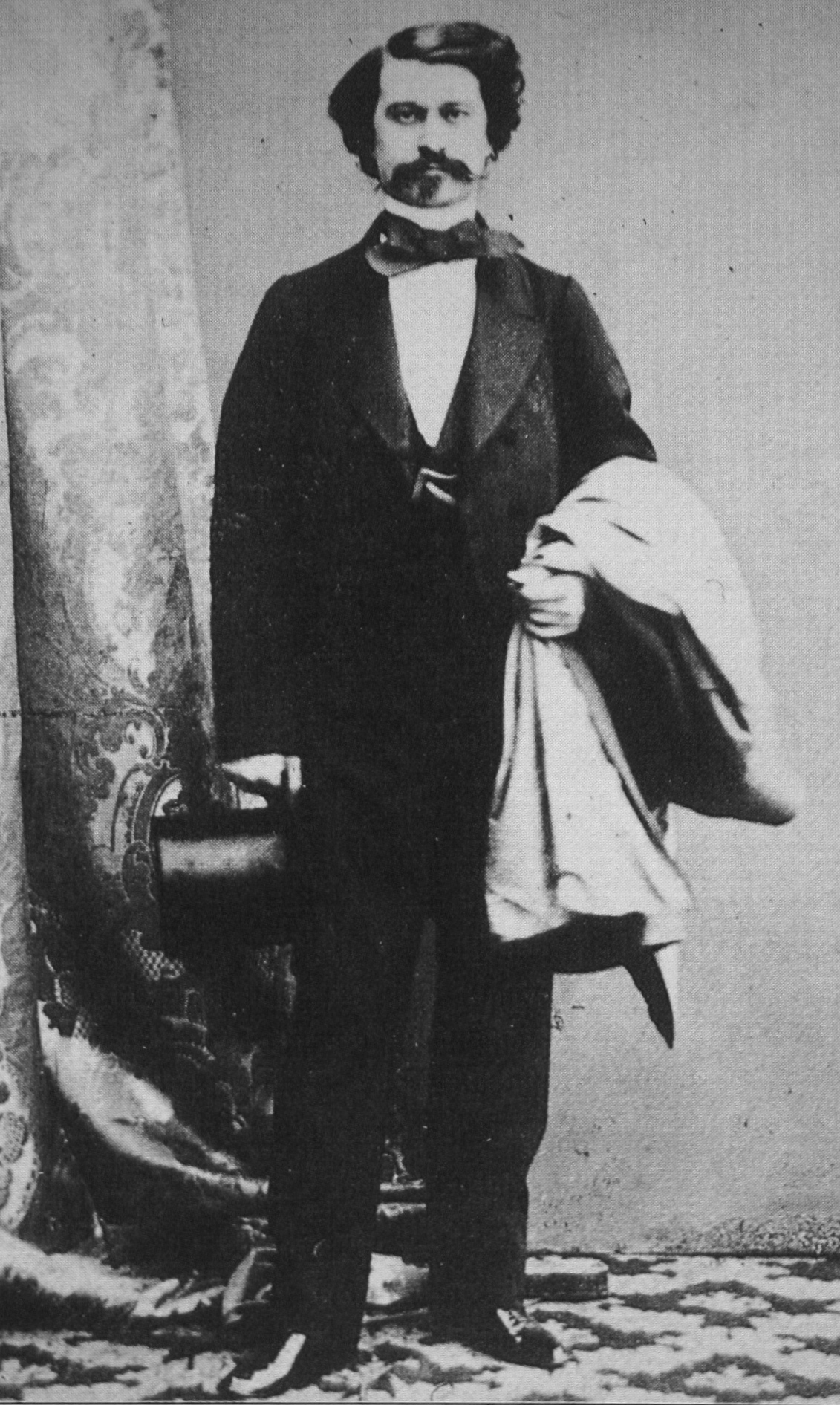
Johann Strauss in una fotografia giovanile

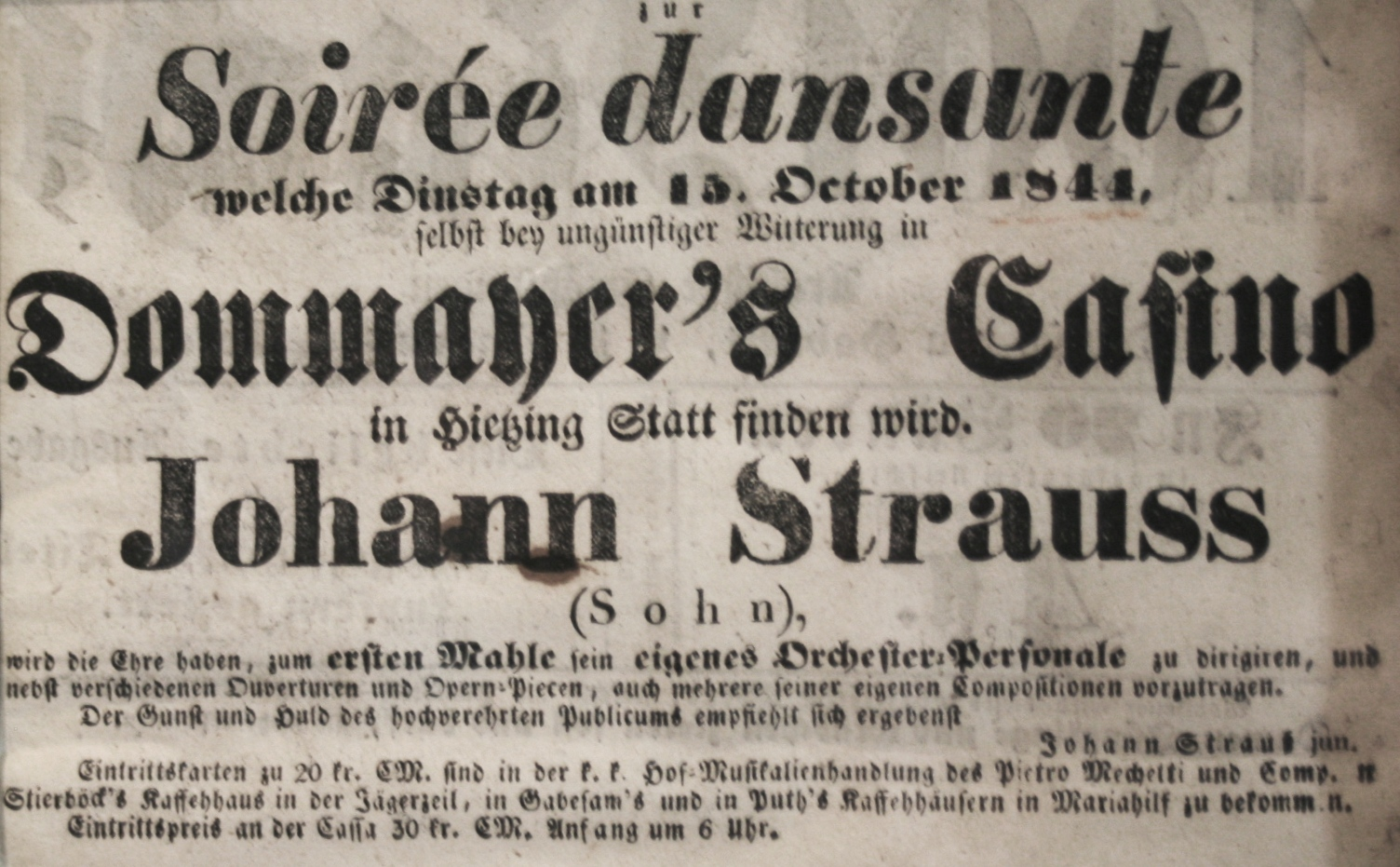
L'annuncio del debutto di Strauss figlio al Casinò Dommayer

Ottenuta l'autorizzazione, all'inizio di settembre, a "Guadagnarsi da vivere come direttore d'orchestra che dirige anche imprese musicali", l'8 ottobre 1844 stipulò un contratto con 24 musicisti reclutati alla taverna Zur Stadt Belgrad.
La formidabile influenza che esercitava Johann Strauss padre fece sì che molti dei locali di intrattenimento furono cauti nell'offrire un contratto al giovane Johann (fatta eccezione per il Casinò Dommayer) e, ancora nello stesso mese di ottobre, Strauss padre tentava di impedire l'esordio del figlio ancora minorenne facendo ricorso alle autorità preposte, ma tutti i suoi sforzi si rivelarono inutili.
Il 12 ottobre la Wiener Zeitung pubblicò il seguente annuncio:
(Wiener Zeitung)
Il 15 ottobre 1844, Johann Strauss figlio entrò nella storia della musica, esibendosi per la prima volta, senza l'approvazione del padre (che comunque incaricò alcuni suoi stretti collaboratori di presenziare per ottenere un resoconto dettagliato della serata), in una soirée dansante al Casino Dommayer, in occasione delle celebrazioni teresiane, con orchestra e composizioni proprie. Gli annunci sui giornali, uniti alla notevole curiosità del pubblico, fecero sì che una folla numerosa ed entusiasta partecipasse al primo concerto di Strauss.
Il programma della serata prevedeva l'overture dall'opera di Auber La muta di Portici, l'overture dalla Sirena (ancora di Auber), l'overture da Roberto il Diavolo di Meyerbeer seguita dalle prime composizioni di Johann, nell'ordine: Gunstwerber valzer op. 4, Herzenslust polka op. 3, Debut-Quadrille op. 2 e Sinngedichte valzer op. 1. Infine, Johann tributò un omaggio al padre, dirigendo il suo più celebre valzer, Loreley-Rhein-Klänge op. 154.
La serata fu un trionfo; gli stessi amici di Strauss padre (che inizialmente non avevano nascosto la propria ostilità verso il giovane, fischiandolo per metterlo in difficoltà prima dell'esibizione) si unirono agli applausi.
Tre mesi dopo, le prime quattro opere di Strauss venivano pubblicate a Vienna dall'editore musicale della corte imperiale Pietro Michetti.
Il pubblico, che riempiva il locale, al ritmo delle musiche di Johann Strauss jr. fu preso da rapido entusiasmo, richiedendo i brani sempre di più: dovette ripeterne alcuni fino alla diciannovesima volta.
Il debutto del giovane Strauss era stato un successo trionfale e l'umorista Franz Wiest se ne uscì, sul quotidiano Der Wanderer del 19 ottobre con una frase destinata a diventare celebre:
(Franz Wiest)
Sulla Österreichische Wochenzeitung, Johann Nepomuk Vogt scrisse:
(Johann Nepomuk Vogt)

### I primi passi

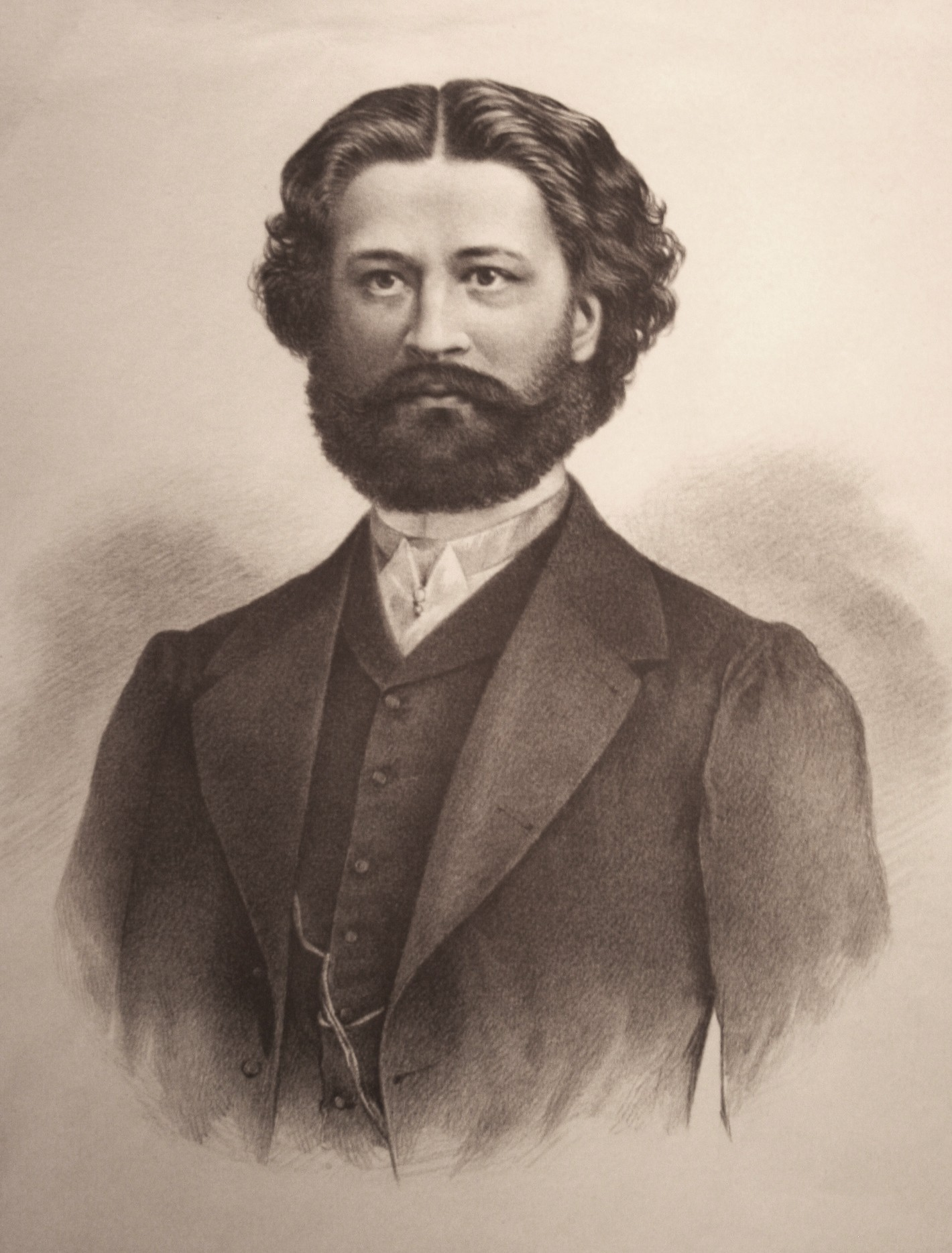
Johann Strauss in una litografia

Nei giorni successivi al debutto, i numerosi locali che, per timore di offendere Strauss padre, si erano rifiutati di ospitare il battesimo artistico del giovane Strauss, si affrettarono ad invitarlo alle loro serate danzanti e, come anni prima era accaduto per Strauss padre e Lanner, i viennesi costituirono due vere e proprie fazioni a favore del giovane o del vecchio Strauss. Padre e figlio però si affidavano ad approcci diversi per conquistare Vienna, musicalmente parlando. Con le sue opere, il giovane Strauss si rivolgeva all'attenzione della gioventù viennese, come testimonia il valzer Die Jungen Wiener op. 7 (I giovani viennesi), e alle minoranze nazionali dell'Impero austriaco, cui faceva riferimento o con i titoli delle opere o citando nelle composizioni le melodie dei balli nazionali: Czechen-Walzer op. 13, Serben-Quadrille op. 14, Slaven-Pot-pourri op. 39.
Il primo incarico di rilevanza per il giovane compositore fu la nomina, nel 1845, a "Maestro di cappella del II Reggimento cittadino di Vienna", posto che era rimasto vacante a seguito della prematura morte di Joseph Lanner (1801-1843) avvenuta due anni prima. In segno di gratitudine per tale nomina, il compositore dedicò agli ufficiali del reggimento la Patrioten-Marsch op. 8. Poiché suo padre era Maestro di cappella del I Reggimento, talvolta il nuovo incarico obbligava i due Strauss ad incontrarsi e a marciare alla testa dei loro complessi, salutarsi, e dirigere la stessa marcia.
Nel giugno del 1846, Johann Strauss, accompagnato da 32 musicisti, partì per la sua prima breve tournée che lo condusse fino a Pest, capitale dell'Ungheria, dove eseguì per la prima volta la Pesther Csárdás op. 23, che rispecchiava il pittoresco linguaggio musicale di quella terra. Invece la prima lunga e impegnativa tournée, che si protrasse dall'ottobre del 1847 fino alla primavera del 1848, portò Strauss (accompagnato da 12 musicisti) da Pest fino a Belgrado e a Bucarest, dove eseguì per la prima volta il valzer Klänge aus der Walachei (Suoni dalla Valacchia) op. 50, la Marien-Quadrille op. 51 e la Annika-Quadrille op. 53, tre composizioni che racchiudevano motivi tratti dal patrimonio melodico della Valacchia, appunto.

### La rivoluzione del XIX secolo
Le rivoluzioni che attraversarono l'Europa in quel periodo non risparmiarono neppure Vienna, dove l'ondata rivoluzionaria partita da Parigi giunse nella capitale austriaca il 13 marzo 1848, con violente manifestazioni di protesta da parte di studenti e lavoratori contro lo stato di polizia messo in piedi da Metternich; a quel punto le divergenze tra padre (sostenitore della monarchia) e figlio (sostenitore dei rivoluzionari) diventarono ancora più evidenti.
All'inizio del 1848, intanto, Johann stava effettuando la sua prima tournée in Serbia e in Romania e, quando la rivoluzione giunse in città, Strauss era ancora impegnato in una serie di concerti a Bucarest. Rientrato a Vienna, in quelli che sarebbero passati alla storia come "giorni delle barricate", si schierò subito e apertamente, con le proprie composizioni, dalla parte degli insorti (prevalentemente giovani studenti), come testimoniano chiaramente i titoli delle sue opere databili intorno a questo periodo rivoluzionario: Freiheitslieder (Canti per la libertà) valzer op. 52, Revolutions-Marsch (Marcia della Rivoluzione), op. 54, Burschen-Lieder (Canti dei ragazzi) op. 55, Studenten Marsch (Marcia degli studenti) op. 56, Liguorianer Seufzer Scherz-Polka (Sospiro dei Liguoriani) polka op. 57, Brünner Nationalgarde Marsch (Marcia della guardia nazionale di Brno) op. 58, Geisselhiebe-Polka (Polka della frustata) op. 60.
Tutte le opere dedicate alla rivoluzione prendevano spunto da argomenti di attualità, spesso di origine diversa e non di rado con un'impostazione buffonesca. I sostenitori del regime di Metternich, per esempio, venivano spesso infastiditi durante la notte, con la cosiddetta Katzenmusik, che altro non era che una serie di canzoni satiriche accompagnate da strumenti particolarmente rumorosi. Nella Liguorianer Seufzer Scherz-Polka (ispirata dalla cacciata dalla città dei padri dell'Ordine dei redentori, sospettati di essere spie al soldo della polizia segreta del principe Metternich) di Strauss, a un certo punto compare nel trio un brano di Katzenmusik. La Marsigliese, assurta a simbolo musicale della rivoluzione, viene citata nella polka Geisselhiebe (tedesco: Geißelhiebe) op. 60; fra i brani che più rispecchiavano lo spirito della rivolta e che Strauss volle citare nei suoi pezzi rivoluzionari si annoverano le canzoni Der Freiheit Schlachtruf (La chiamata alla lotta per la libertà) e Fuchslied (Canto della volpe, una canzone delle matricole universitarie).
Il 3 dicembre 1848, il giorno dopo l'incoronazione a nuovo imperatore dell'Impero d'Austria di Francesco Giuseppe, Johann Strauss diresse la Marsigliese (allora vietatissima) in un concerto pubblico nella locanda Zum Grünen Thor, nel quartiere di Josefstadt, cosa che gli valse l'arresto e la segnalazione nei verbali della polizia. In seguito, tale decisione si rivelò profondamente dannosa per la futura carriera professionale di Johann poiché l'ambita nomina a direttore dei balli di corte (K.K. Hofballmusikdirektor) gli venne negata per ben due volte, proprio a causa della diffidenza che la corte asburgica provava nei confronti del giovane compositore.
Al contrario, Johann Strauss padre, rimasto fedele alla monarchia asburgica, compose in onore del feldmaresciallo Josef Radetzky (vittorioso nella battaglia di Novara contro Carlo Alberto) la sua celebre Radetzky-Marsch (Marcia di Radetzky) op. 228, uno dei suoi brani più famosi.

### Un unico Strauss
I mesi successivi ai moti rivoluzionari si rivelarono difficili per entrambi gli Strauss. Mentre il figlio fu oggetto di aspre critiche da parte degli ambienti più conservatori, il padre venne invece duramente criticato e contestato dai rivoluzionari delusi per la sua adesione alla causa monarchica. Dopo l'ultima tournée che lo portò a Praga, in diverse città tedesche e a Londra, rientrato a Vienna, Johann Strauss padre morì il 25 settembre 1849.
Alla scomparsa del padre, Strauss, fu ancora oggetto di attacchi e di critiche, alle quali rispose con un articolo pubblicato il 3 ottobre dello stesso anno sul Wiener Zeitung
(Johann Strauss)
Grazie a questa lettera, Johann Strauss riuscì ad avere la meglio su ogni resistenza e, il 7 ottobre 1849, per la prima volta, diresse l'orchestra che era stata del padre nel salone del Volksgarten e il successivo 11 ottobre salì nuovamente sul podio del complesso per dedicare al genitore scomparso il Requiem di Mozart. Nonostante alcune difficoltà iniziali, causate dall'avversione di una parte degli strumentisti, Johann riuscì ad unire le due orchestre, divenendo così l'unico Strauss della città.

### Johann e i suoi fratelli: la "Ditta Strauss"

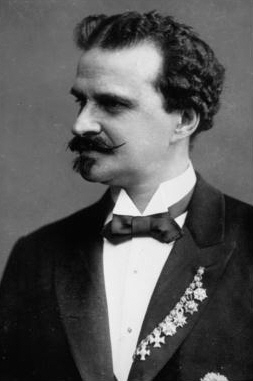
Eduard Strauss.

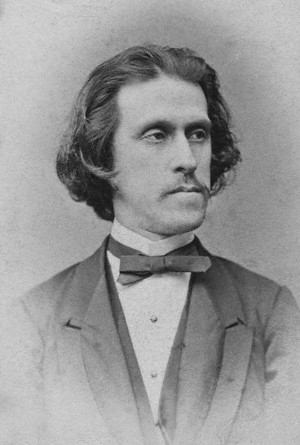
Josef Strauss.

La popolarità di Strauss toccò per la prima volta il proprio apice alla metà degli anni cinquanta, quando Eduard Hanslick (il più importante critico musicale viennese) lo definì:
(Eduard Hanslick)
Oltre ai valzer, Strauss si cimentava anche nella composizione di polke, marce, quadriglie e in tutti i balli allora alla moda. Il successivo passaggio dalla sala da ballo a quella da concerto portò anche un ampliamento nella forma, nella melodia, nella ritmica e nell'armonia.
L'orchestra di Strauss si esibiva frequentemente in ritrovi e locali quali il Dommayer, il giardino pubblico Zum Grünen Tor, la Valentins Bierhalle, lo Unger's Casino, il ridotto imperiale, la Sophiensaal, lo Sperl e il Prater.
Sotto Carnevale, Strauss dirigeva spesso orchestre divise fra più balli, spostandosi in carrozza da un ballo all'altro per tener fede agli annunci che garantivano la presenza del compositore alle serate.
Lo stress eccessivo finì però col compromettere la sua salute, infatti, il troppo lavoro e la vita sregolata lo portarono, nel 1853, a un crollo psicofisico, tanto da indurre i medici ad imporgli un periodo di totale riposo.
Fu allora che Josef (avviato ad una promettente carriera di ingegnere), musicista formato ma privo di una sufficiente esperienza, fu chiamato a sostituire il fratello nella direzione dell'impresa di famiglia.
Josef si applicò scrupolosamente allo studio musicale, perfezionandosi sotto la guida di Amon. Il 31 agosto 1853, Josef presentò il suo primo valzer, significativamente intitolato Die Ersten und Letzten (I primi e gli ultimi). L'ingresso di Josef nell'impresa di famiglia consentì a Johann, una volta ripresosi, di dedicare più energie alla composizione e meno alla direzione.
Anche Josef ottenne degli ottimi risultati, fino a quando il carico di impegni divenne troppo grande anche per lui; fu così la volta del giovanissimo Eduard Strauss, già avviato ad un futuro da diplomatico, che cominciò la sua carriera musicale come arpista in una delle orchestre del fratello Johann.
Nel 1861 i tre fratelli si esibirono per la prima volta assieme, con tre orchestre, nelle cosiddette galoppate-monstre. In questa occasione vennero eseguiti anche galoppi di Strauss padre e di Lanner con un nuovo finale composto appositamente da Johann e Josef e suonato dalle tre orchestre riunite. Eduard, che aveva preso lezioni di arpa, violino, pianoforte e teoria musicale, debuttò come direttore d'orchestra.
Negli anni successivi, seguì, come opera collettiva dei tre fratelli, il valzer Trifolien (Il Trifoglio, 1865): Johann contribuì con il primo valzer e la coda, Josef ed Eduard con due pezzi ciascuno. Tre anni dopo fu la volta della Schützen-Quadrille (Quadriglia dei tiratori), composto in occasione del terzo incontro di tiro a segno confederale tedesco che si tenne al Prater di Vienna nel 1868.
Periodo dell'anno nel quale i tre fratelli concentravano maggiormente i loro sforzi creativi era quello del Carnevale, evento per il quale a Vienna si festeggiava per settimane con balli e concerti di beneficenza. L'organizzazione di uno spettacolo per la fine del Carnevale era ormai diventata una consuetudine per i tre fratelli Strauss. Tali rassegne si tenevano al Volksgarten ed era prevista la presentazione di tutti i successi della stagione.
Nel gennaio del 1870, in occasione del ballo per l'inaugurazione del palazzo della Gesellschaft der Musikfreunde (Associazione degli Amici della Musica), costruito su progetto di Theophil Hansen, i fratelli Strauss, contro tutte le proteste e i dissensi a eseguire musica da ballo in una sala da concerti, si presentarono con una serie di nuovi brani per solennizzare l'occasione. Johann dedicò all'evento il valzer Freut Euch des Lebens (Godetevi la Vita) op. 340. Gli Strauss poterono verificare subito che le orecchie dei membri dell'associazione non erano sensibili soltanto alla musica di Mozart, Beethoven o Brahms.
A partire dal marzo del 1870 Eduard diresse un concerto ogni domenica pomeriggio nella grande sala del Musikverein. A queste esibizioni, denominate concerti-promenade sull'esempio di quelli londinesi, talvolta interveniva anche Johann, e non di rado in queste occasioni Eduard ebbe l'occasione di dirigere anche la prima esecuzione di alcune opere del fratello. I concerti-promenade sarebbero rimasti un appuntamento fisso fino agli anni novanta del secolo.
Ebbe così inizio da allora il connubio fra la musica degli Strauss e la sede degli amici della musica, connubio che perdura ancora oggi: il tradizionale concerto di Capodanno offerto dai Wiener Philharmoniker ha luogo proprio nella sala dorata del Musikverein.
La prematura scomparsa di Josef nel 1870 fu un duro colpo per i due fratelli rimasti, Johann ed Eduard, e i dissapori che già esistevano fra i due si intensificarono ancora di più, tanto che Eduard arrivò ad accusare Johann di essere stato responsabile della morte del fratello a causa del troppo lavoro e dei troppi incarichi che gli affidava e, successivamente, arrivò ad accusarlo di aver rubato il materiale di opere inedite di Josef servendosene per la composizione della sua celebre operetta Die Fledermaus (Il Pipistrello).
In una lettera indirizzata ad Eduard in tarda età, Johann scriveva:
(Johann Strauss jr.)

### I viaggi: alla conquista dell'Europa e del Mondo

#### La Russia
Nel 1855 la società ferroviaria russa, che gestiva la linea Zarskoje-Selo, prese contatti con il compositore per trattare un suo ingaggio come maestro di cappella per i concerti estivi a Pavlovsk, vicino a San Pietroburgo. Per rendere più redditizia l'attività della linea ferroviaria che da San Pietroburgo portava appunto alla località turistica di Pavlovsk (distante trenta chilometri dalla capitale e nei cui pressi sorgevano alcuni castelli appartenenti alla famiglia dello Zar), Strauss si sarebbe esibito nel Vauxhall, un elegante locale che sorgeva nei pressi della stazione. I dirigenti della società ferroviaria intendevano in tale modo rilanciare il luogo come nuovo punto di ritrovo per l'aristocrazia russa grazie alla presenza di Johann Strauss, chiamato a sostituire Joseph Gungl, maestro di cappella militare che dirigeva un'orchestra civile, a Pavlovsk, dal 1850.

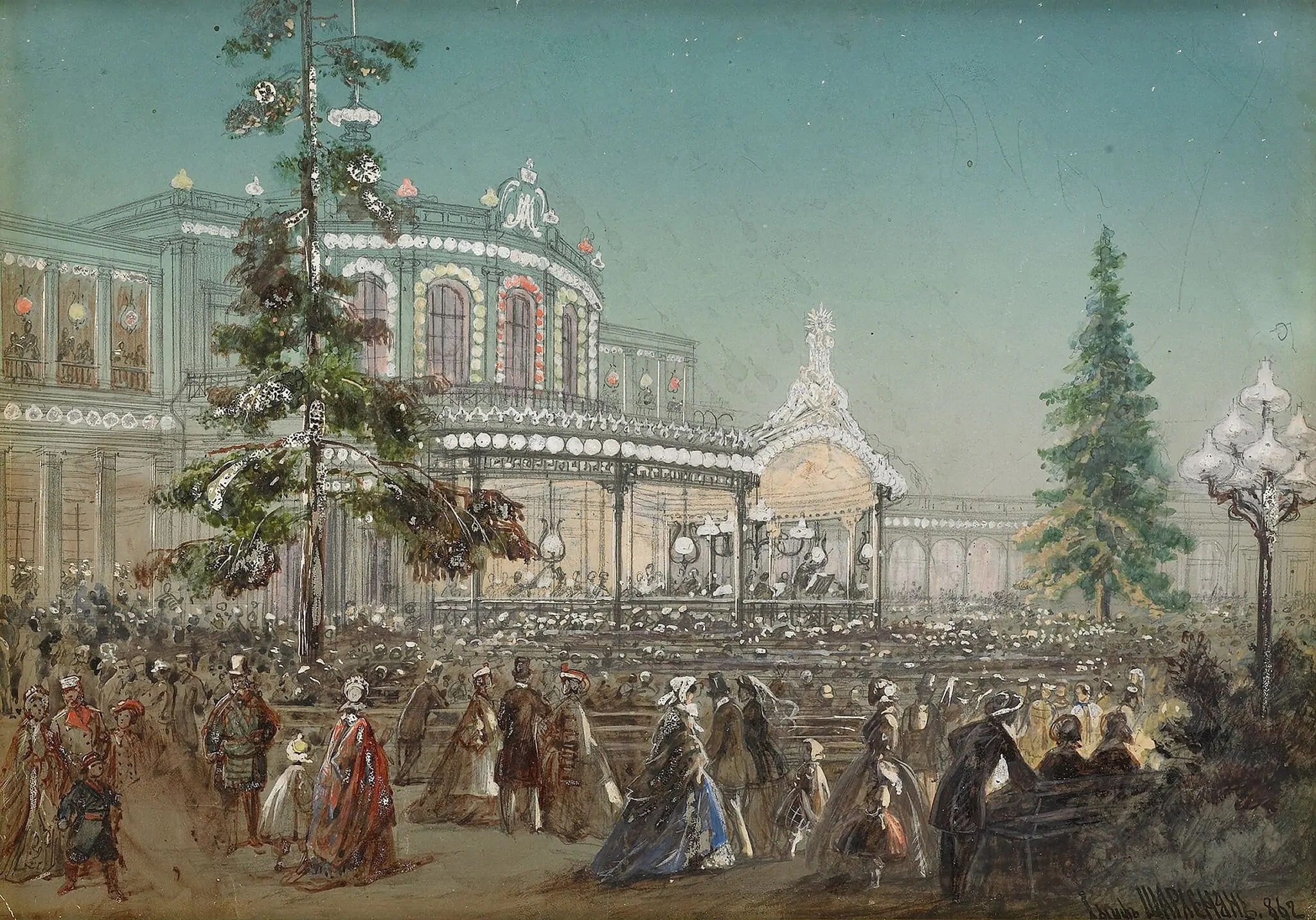
Il Vauxhall di Pavlovsk nel 1862.

Strauss accettò la proposta della società ferroviaria e tenne un concerto d'esordio nell'aprile 1856, con un certo ritardo dovuto alla Guerra di Crimea. Il concerto tenuto da Strauss ebbe tale successo che il direttore della compagnia propose al musicista un contratto biennale.
Il contratto fu firmato il 23 novembre 1856 e venne stabilito che Strauss avrebbe dovuto tenere concerti per circa tre mesi all'anno (nel periodo estivo) nei giorni feriali dalle 7 di sera fino alla partenza dell'ultimo treno alle 9.45, nei giorni di giovedì dalle 7 fino alle 11 di sera; nei giorni festivi e di domenica dalle 7 alle 11.15 di sera. Si pretendeva, inoltre, da Strauss l'esclusiva delle sue prestazione (gli era concesso di accettare altri impegni qualora gli fossero stati richiesti dalla corte imperiale russa) e la presenza costante sul podio con la sola eccezione del venerdì, giorno in cui era ammessa la sua sostituzione. A Strauss fu infine garantito il libero utilizzo della linea ferroviaria.
L'orchestra contò inizialmente di 36 elementi, per poi allargarsi a 42 negli anni successivi. La formazione annoverava musicisti di varia origine, provenienti da Vienna, dal nord della Germania e da San Pietroburgo.
In breve tempo, Pavlosk divenne una meta obbligatoria della nobiltà russa, ai concerti di Strauss presenziarono in diverse occasioni lo zar Alessandro II, la sua corte e anche il giovane Rimskij-Korsakov; fu in queste occasioni che Johann diede le prime assolute di alcune sue celebri composizioni.
Strauss dedicò alla buona società russa molte delle proprie opere. In occasione dell'incoronazione dello Zar Alessandro II a Mosca nel 1856, compose la Krönungsmarsch (Marcia dell'incoronazione) op. 183, che dedicò allo Zar, e anche il valzer Krönungslieder (Canti per l'incoronazione) op. 184, dedicato all'imperatrice russa.
In tutto Strauss suonò per undici estati a Pavlovsk: dal 1856 al 1865 e nel 1869. I programmi dei concerti gli offrivano la possibilità di eseguire, oltre alle proprie composizioni, anche ouverture, brani da sinfonie, frammenti e poutpourris di composizioni operistiche non ancora conosciute in Russia, come anche pezzi solistici. Nel 1865 diresse la prima esecuzione del Tanz der Magde (Ballo delle Vergini) di Tchaikovsky.
Pavlovsk era diventata un punto fisso nell'attività concertistica di Johann Strauss, anche se ben presto gli impegni cominciarono a travalicare le forze. Dal 1862 Johann si presentò alternativamente con Eduard e Josef con il quale, nel 1869, compose la Pizzicato-Polka e allo stesso anno risale anche la polka Im Krapfenwald (Nel Bosco di Krapfen) op. 336, che ebbe la sua prima in Russia sotto il titolo di Im Pavlovsker Walde (Nel bosco di Pavlovsk).
Dopo il 1869, Strauss sarebbe tornato in Russia soltanto un'altra volta, nel 1886, quando accettò l'invito del Comitato di San Pietroburgo per il sostegno delle infermiere della Croce Rossa e della società di soccorso ai bambini malati. In quell'occasione diresse una serie di concerti nel maneggio della guardi a cavallo della città. Come conclusione, partecipò a un concerto a Pavlovsk e, per lo Zar Alessandro III, compose la Russischer-Marsch (Marcia Russa) op. 426.

#### Parigi: l'Esposizione Universale del 1867
Nel 1867, in seguito ad un invito del mecenate parigino Comte d'Osmond, Strauss si recò a Parigi per dirigere alcuni concerti in occasione dell'Esposizione Universale, dirigendo l'orchestra berlinese del compositore di musica da ballo Benjamin Bilse. Il 28 maggio si esibì nel corso di una festa organizzata dal principe Richard Von Metternich (figlio dell'ex cancelliere austriaco) e da sua moglie Pauline presso l'ambasciata austriaca. Proprio alla principessa Pauline, l'anno precedente, Johann aveva dedicato il valzer Wiener Bonbons (Caramelle Viennesi) op. 307, per il Carnevale del 1866.
Dal giugno all'inizio del mese di agosto del 1867 il compositore diresse alcuni concerti nel locale parigino Cercle International, alternandosi alla direzione con Bilse. Il caporedattore del quotidiano Figaro, Giovanni Ippolito Villemessant, mise in moto per Strauss la macchina della propaganda pubblicitaria, organizzando una festa di artisti nei locali della redazione; Strauss scrisse per l'occasione la Figaro-Polka op. 320, dedicata appunto al caporedattore, che venne prontamente stampata e pubblicata come supplemento del giornale.

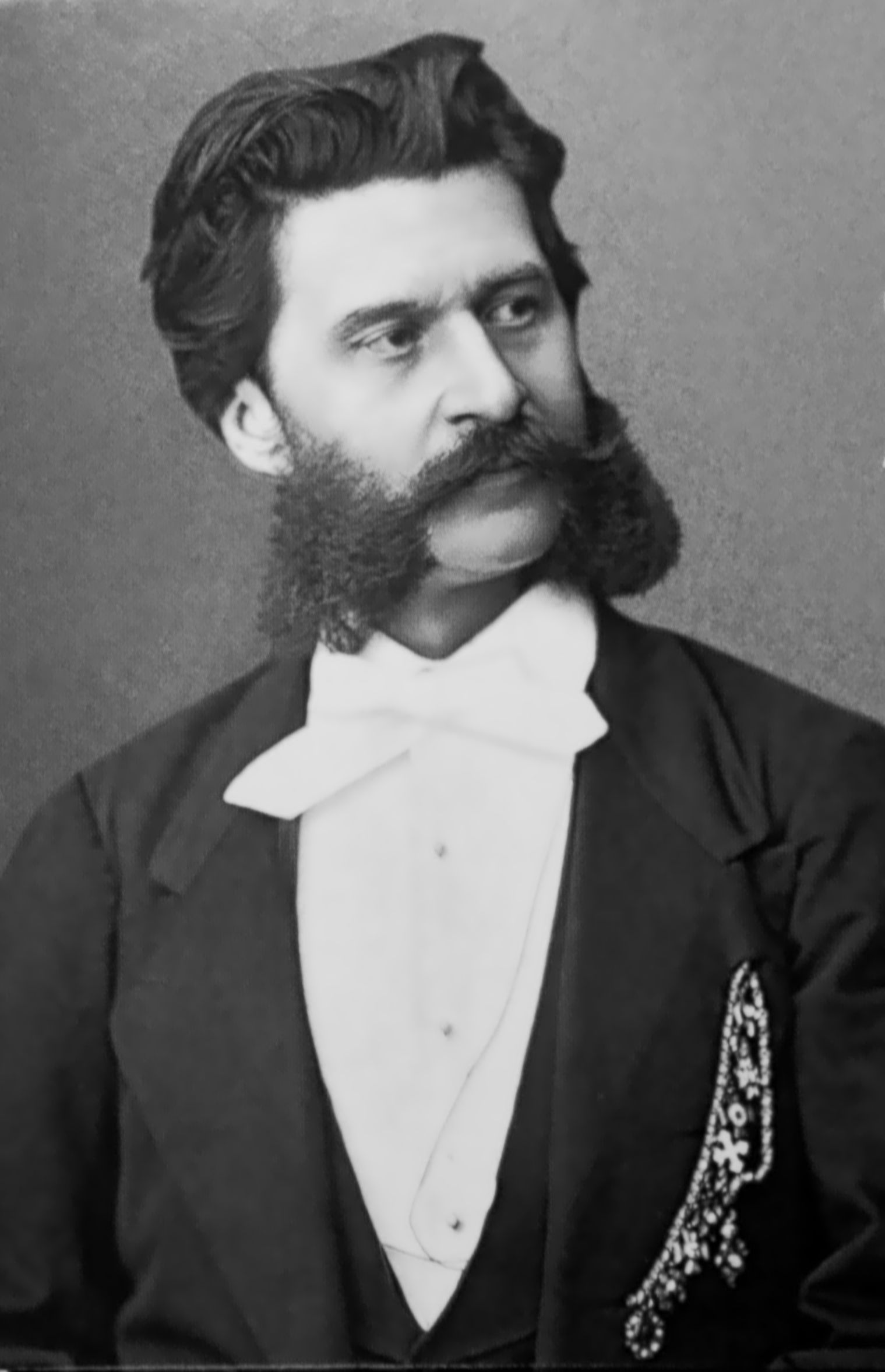
Il compositore fotografato a Parigi durante l'Esposizione Universale del 1867.

Villemessant e Metternich erano politicamente su posizioni alquanto distanti, ma concordavano su un punto: era auspicabile un maggiore accordo fra la Francia e l'Austria in un momento in cui tanto Napoleone III quanto Francesco Giuseppe avevano non pochi problemi interni da risolvere e la Prussia cresceva sempre più di potere. Strauss, dunque, poteva diventare l'ideale punto di incontro. L'iniziativa di Villemessant fu premiata e i parigini accorsero in massa ai concerti di Strauss, che godeva di una incredibile popolarità.
Al suo primo concerto inaugurale propose, oltre a proprie composizione (fra le quali i valzer Morgenblätter e Künstlerleben), anche pagine di Felix Mendelssohn, Gounod, Weber e Schumann. In quei giorni, la Revue et Gazette Musicale de Paris scrisse:
Durante uno di questi concerti nella capitale francese, Johann ripropose un valzer che qualche mese prima era già stato eseguito a Vienna: An der Schönen Blauen Donau (Sul bel Danubio blu) op. 314, che ebbe lì la sua consacrazione a livello internazionale, ricevendo un'accoglienza trionfale.
Strauss si sarebbe recato nuovamente a Parigi dieci anni più tardi, fra gennaio e marzo del 1877, dove diresse alcuni concerti-monstre ottenendo un grande successo con i balli dell'Opéra, grazie anche alla collaborazione del direttore d'orchestra e compositore Olivier Métra.
Alla fine del mese di marzo di quell'anno, il presidente francese Patrice de Mac-Mahon, insignì il compositore del titolo di cavaliere della Legion d'Onore.

#### Londra
Dopo i successi di Parigi, Johann Strauss ricevette un invito da parte del Principe di Galles per esibirsi nella capitale inglese. Accompagnato dalla prima moglie, Jetty, Strauss si recò a Londra, dove tenne sessantatré concerti promenade, dal 15 agosto fino al 26 ottobre 1867, presso la Royal italian Opera House, al Covent Garden. Anche la moglie Jetty, che a Londra aveva lasciato un buon ricordo di sé come cantante lirica (nel 1849 si era esibita al fianco di Johann Strauss padre), in diverse occasioni cantò arie e Lieder, accompagnata al pianoforte dal marito.
Durante questo soggiorno londinese vennero composti il valzer Erinnerung an Covent Garden (Ricordo del Covent Garden) op. 329 e la Festival-Quadrille op. 341, una quadriglia su arie inglesi. A capo dell'orchestra di Giovanni Bottesini, il 21 settembre 1867, Strauss diresse la prima londinese del valzer An der Schönen Blauen Donau (Sul bel Danubio blu) op. 314, nella versione originale per coro e orchestra.
Il Times commentò:
(Times)
Questi concerti a Londra e a Parigi, procurarono a Strauss, come trent'anni prima era accaduto per suo padre, una notevole notorietà internazionale.

#### La tournée statunitense del 1872: il Giubileo della Pace a Boston
Nella primavera del 1872 il musicista fu invitato dal direttore d'orchestra Patrick Sarsfield Gilmore (1829-1892), con Hans Von Bulow, a tenere una serie di concerti nell'ambito delle manifestazioni per il Giubileo della Pace, in programma dal 17 giugno al 4 luglio di quell'anno, nella città di Boston. Nonostante le reticenze di Strauss ad intraprendere un viaggio così lungo, ancora una volta fu sua moglie Jetty a convincerlo, facendo leva sull'onorario promessogli, incredibilmente alto. Strauss pretese che l'intera somma (100.000 dollari per un totale di quattordici concerti) venisse depositata sul suo conto nella sua banca viennese prima della partenza dall'Austria, e volle garantita la copertura di tutte le spese di viaggio, vitto, alloggio e personale di servizio.
Prima di lasciare Vienna, Strauss fece testamento:
Dispongo che Karoline, figlia del mio defunto fratello Josef, ottenga una eredità di quattromila fiorini. Nel caso di una scomparsa congiunta della mia compagna e di me, abbiamo di comune accordo determinato che l'intero nostro patrimonio mobile e immobile venga destinato alla edificazione di una casa di riposo per artisti malati e/o poveri sotto la denominazione "Casa di riposo Johann e Jetty Strauss"...»
(Johann Strauss)

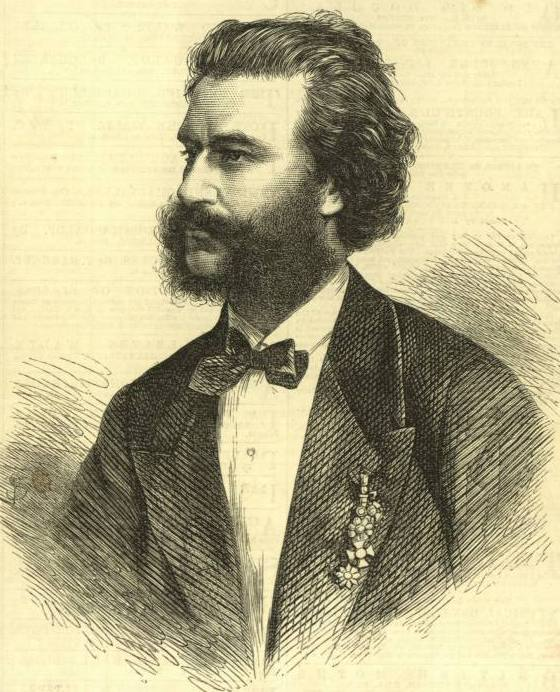
Strauss ritratto dalla rivista Harper's Weekly il 13 luglio 1872.

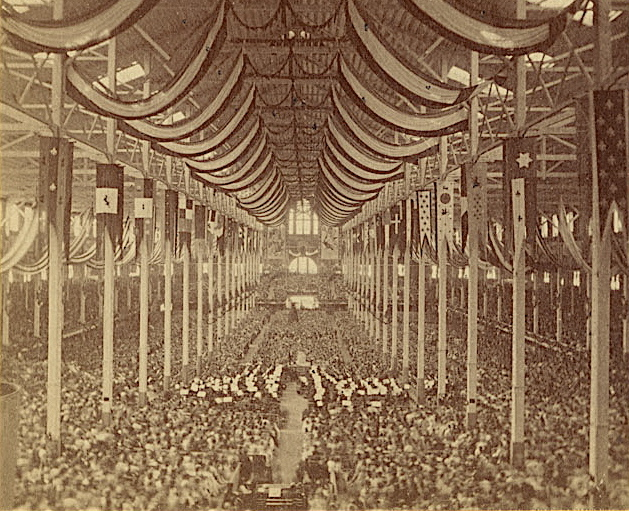
L'interno del Coliseum di Boston.

Il 1º giugno 1872, Johann e Jetty si imbarcarono e raggiunsero New York il 16 successivo; la mattina successiva, Strauss era già a Boston a provare. Quando Strauss giunse a New York i giornali scrissero di lui:
(World)
Come sede dell'evento era stato appositamente creato il Coliseum, una enorme sala dalle dimensioni colossali (165 metri di lunghezza e 105 di larghezza) dove Strauss avrebbe dovuto dirigere un'orchestra di 1500 elementi, aiutato da 100 vice-direttori, davanti ad un pubblico di 100.000 persone.
In una corrispondenza da Boston, la Revue et Gazette musicale de Paris pubblicò in quei giorni un dettagliato resoconto dell'evento:
(Revue et Gazette musicale de Paris)
Lo stesso Johann Strauss, qualche tempo dopo, fece una descrizione della sua esperienza all'amico Schnitzer:
(Johann Strauss)
In omaggio agli Stati Uniti d'America, Strauss compose lo Jubille Waltz (Valzer del Giubileo) nella cui coda finale inserì un arrangiamento, a tempo di valzer, dell'inno statunitense.

#### L'Italia

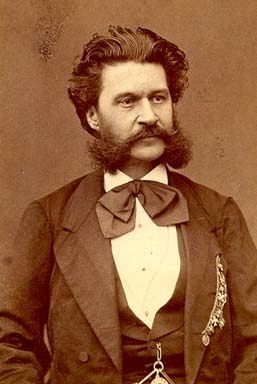
Johann Strauss Jr. in una fotografia degli anni settanta dell'Ottocento.

Fra il maggio e il giugno del 1874 Johann Strauss ricevette l'invito di recarsi in Italia da parte dell'impresario Ducci di Firenze. Venne concordata un'articolata tournée per la quale vennero offerte al musicista 120.000 lire in oro per un totale di ventuno concerti da tenere nelle maggiori città della penisola.
In questa occasione Strauss avrebbe dovuto condurre con sé la propria orchestra, ma poiché questa era già impegnata in una serie di contratti a Vienna sotto la direzione di suo fratello Eduard, il compositore si accordò così con il complesso diretto dal direttore d'orchestra e compositore Julius Langerbach (1823-1886), che avrebbe anche svolto il ruolo di sostituto di Strauss durante la tournée.
Il concerto inaugurale si tenne a Venezia, il 3 maggio 1874, al Teatro Rossini, e in quell'occasione i due direttori si alternarono sul podio proponendo, oltre a pagine di musica da ballo, anche l'overture da Mignon di Thomas, una Rapsodia Ungherese di Franz Liszt e l'overture dall'opera Tannhäuser di Richard Wagner.
Il 5 maggio 1874 Strauss e Langerbach giunsero a Milano, dove ottennero grande successo esibendosi al Teatro alla Scala dove per l'occasione vennero inserite nel programma, oltre ai citati lavori di Thomas e Liszt, anche l'overture di Weber da Oberon e diverse pagine di Strauss, come Wiener Blut, Sul bel Danubio blu e la Pizzicato-Polka. Due giorni dopo, il 7 maggio, Strauss si spostò al Teatro dal Verme, ancora a Milano, ripetendo il successo dello spettacolo precedente includendo nel repertorio l'overture dell'opera di Auber La muta di Portici, i valzer Geschichten aus dem Wienerwald, Wein, Weib und Gesang e la Perpetuum Mobile polka di Strauss.
A proposito dell'avvenimento, il 10 maggio, la Gazzetta Musicale di Milano dedicò un ampio articolo:
(Gazzetta Musicale di Milano)

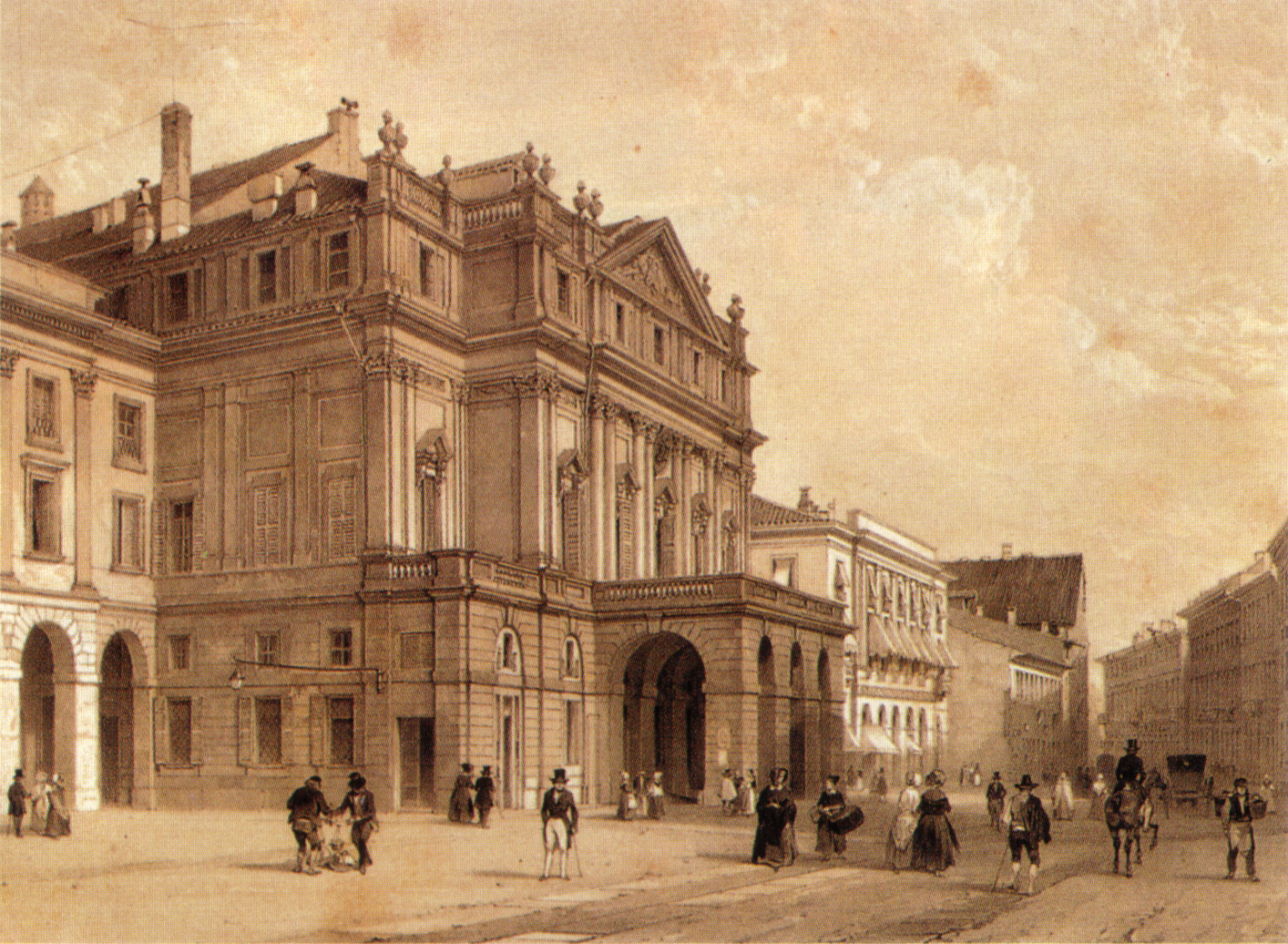
Il Teatro alla Scala in una stampa ottocentesca.

Il giorno successivo all'applaudito concerto al Dal Verme, Strauss e i suoi strumentisti si spostarono a Genova, dove si esibirono al Teatro Paganini
(Corriere Mercantile)
Strauss scelse pagine proprie e musiche di Liszt e Wagner; ancora una volta fu Langerbach a dirigere la sinfonia dal Tannhäuser di Wagner e una rapsodia ungherese di Liszt.
Dopo Genova fu la volta di Torino, il 9 maggio Strauss fu al Teatro Regio dove Strauss diede la prima esecuzione del suo ultimo valzer (espressamente composto per l'occasione) dal titolo Bella Italia, successivamente ribattezzato Wo die Zitronen blühen (Dove fioriscono i limoni) op. 364.
(Gazzetta di Milano)
Strauss poi toccò altre città, fra le quali Firenze e Livorno, prima di approdare a Napoli a fine maggio.
Poco tempo dopo, Theodor Billroth (noto medico e chirurgo viennese, amico di Brahms), venne in Italia e in una lettera indirizzata ad Eduard Hanslick scrisse:
(Theodor Billroth)

### Gli anni settanta: il debutto nell'operetta

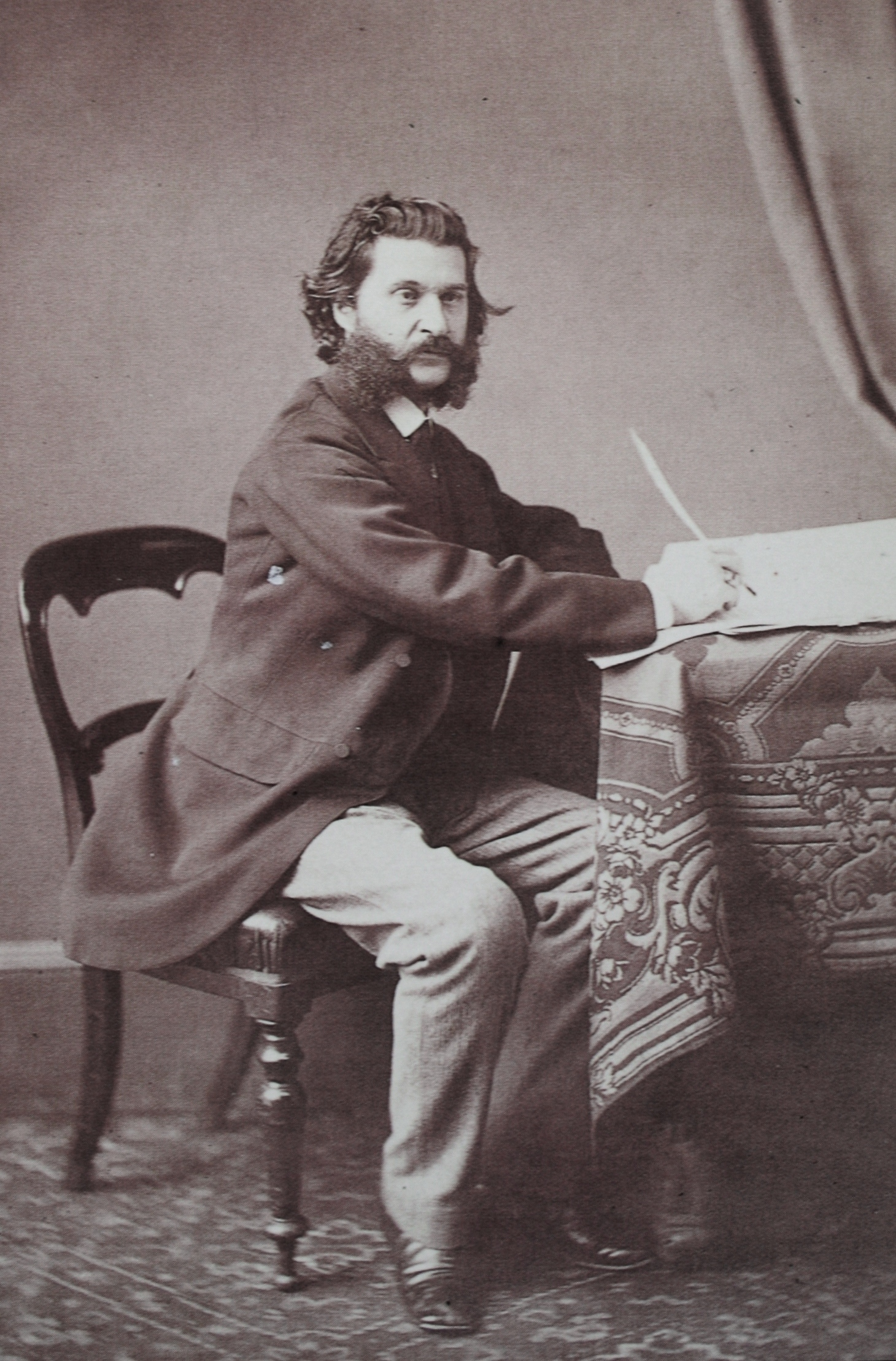
Johann Strauss Jr.

L'inizio degli anni settanta coincise con un'importante cesura tanto per Johann che per la famiglia Strauss. Eduard divenne l'unico direttore dell'orchestra di famiglia, dopo la prematura scomparsa di Josef, il 22 luglio 1870.
Qualche mese prima, il 23 febbraio 1870, era invece scomparsa Anna, la madre generosa e coraggiosa che con determinazione aveva guidato i suoi tre figli sulla strada del successo nell'arte.
A partire dal 1871 Johann si dedicò quasi esclusivamente alla composizione di operette, il nuovo genere che andava affermandosi anche a Vienna, e i concerti da lui diretti in prima persona si diradarono sensibilmente.
Già agli inizi degli anni sessanta, il primato di Strauss a Vienna era stato messo in discussione da un compositore tedesco naturalizzato francese: Jacques Offenbach.
Offenbach aveva sei anni più di Strauss, era nato a Colonia e come Strauss aveva origini ebraiche. Trasferitosi a Parigi nella metà degli anni cinquanta aveva iniziato ad ottenere grandi successi con il suo teatro leggero, fatto di umorismo e di fine parodia; tale genere teatrale venne proprio ribattezzato da Offenbach Operetta.
L'incontro fra i due compositori avvenne a Vienna nel 1864, durante una tournée di Offenbach il quale, proprio in quell'occasione, tentò di convincere Strauss a cimentarsi nella composizione di operette.
Nonostante l'iniziale diffidenza del compositore ad intraprendere la strada di operettista, un ruolo fondamentale nell'avvicinamento di Strauss al teatro lo giocò la moglie Jetty.
Un giorno la donna sottrasse al marito alcune melodie e le passò a Max Steiner, impresario del Theater an der Wien, che le rivestì di un testo. Qualche sera dopo, Strauss si ritrovò la casa invasa da diversi cantanti di Steiner che con sua grande sorpresa intonarono alcune sue melodie.
Dopo molte resistenze, Jetty e Steiner riuscirono a convincere Strauss che accettò il libretto di Joseph Braun, già collaboratore di Franz Von Suppè (il padre dell'operetta viennese).
Braun, ispirandosi al celebre successo di Otto Nicolai, Die lustigen Weiber von Windsor (Le allegre comari di Windsor, 1849), scrisse per Strauss Die lustigen Weiber von Wien (Le allegre comari di Vienna).
L'operetta però non venne mai rappresentata; il compositore, trovatosi in mezzo a dispute riguardanti la scelta degli interpreti, preferì ritirare lo spartito.
Alcune parti dell'operetta Die lustigen Weiber von Wien sarebbero state successivamente impiegate, con un libretto diverso di Maximilian Steiner, nella prima operetta di Strauss, Indigo und die vierzig Räuber (prima Indigo e i quaranta ladroni e poi Le mille e una notte o Tausend und eine Nacht).
Proprio con la prima di questa operetta, il 10 febbraio 1871, al Theater an der Wien, Strauss esordì sui palcoscenici. L'opera, premiata come avvenimento teatrale di grande importanza, fu generalmente elogiata dalla critica, che considerava il libretto l'unico vero punto debole.
Negli anni successivi, i brani di musica da ballo tratti dalle melodie delle sue operette vennero sempre più spesso condotti all'esordio dal fratello Eduard, che nel frattempo, il 18 febbraio 1872, era succeduto al fratello maggiore all'incarico di Direttore dei Balli di Corte (carica che manterrà fino alle soglie del XX secolo).
Johann cominciò a scrivere sempre meno composizioni a sé stanti, e in genere solo per occasioni particolari.
Preso dall'ambizione, Strauss cercò una sfida più importante, un soggetto che si avvicinasse all'opera buffa. Tuttavia, al Der Karneval in Rom (Il Carnevale a Roma) con il libretto di Joseph Braun e Carl Lindau, scaturito da tali intendimenti, fu riservata dal pubblico, il 1º marzo 1873, una tiepida accoglienza al Theater an der Wien. Il vero successo per Strauss giunse l'anno successivo, con la prima rappresentazione dell'operetta Die Fledermaus (Il Pipistrello), che andò in scena il 5 aprile 1874 riscuotendo un successo strepitoso.
A questa fortunata rappresentazione, nel corso degli anni successivi seguirono una serie di operette che, tuttavia, diedero dei risultati deludenti e non riuscirono ad affermarsi nei repertori dei teatri.
Fra queste ricordiamo Cagliostro in Wien (Cagliostro a Vienna), con il libretto di Camillo Walzel e Richard Genée, andata in scena il 27 febbraio 1875 al Theater an der Wien, Prinz Methusalem (Principe Matusalemme) con il libretto di Karl Treumann ed Alfred Delacour il 3 gennaio 1877 al Carltheater di Vienna, Blindekuh (Mosca ceca) con il libretto di Rudolf Kneisel il 18 dicembre 1878 al Theater an der Wien e Das Spitzentuch der Königin (Il fazzoletto di pizzo della regina) con il libretto di Heinrich Bohrmann-Riegen e Richard Genée il 1º ottobre 1880 al Theater an der Wien che nella versione di James Frenor va in scena al Casino Theatre per il Broadway theatre di New York il 21 ottobre 1882 arrivando a 113 recite.
Queste operette di Strauss incontrarono poca fortuna soprattutto a causa dei libretti scadenti e poco efficaci (anche volendoli giudicare con i criteri elastici del libretto d'operetta) che penalizzavano l'intero lavoro, a scapito soprattutto della musica. Strauss non badava troppo ai libretti, quando si mise al lavoro per comporre Eine Nacht in Venedig (Una notte a Venezia, 1883) non conosceva neppure la trama del lavoro, ma quando finalmente riuscì a leggere il libretto per intero ne fu demoralizzato; così raccontò l'episodio:
(Johann Strauss)
Strauss dovette aspettare il 25 novembre 1881 per celebrare un rinnovato quanto assoluto trionfo con l'operetta Der lustige Krieg (L'allegra guerra) con il libretto di Camillo Walzel e Richard Genée, che venne acclamata con applausi scroscianti al Theater an der Wien.

### Gli anni della maturità artistica

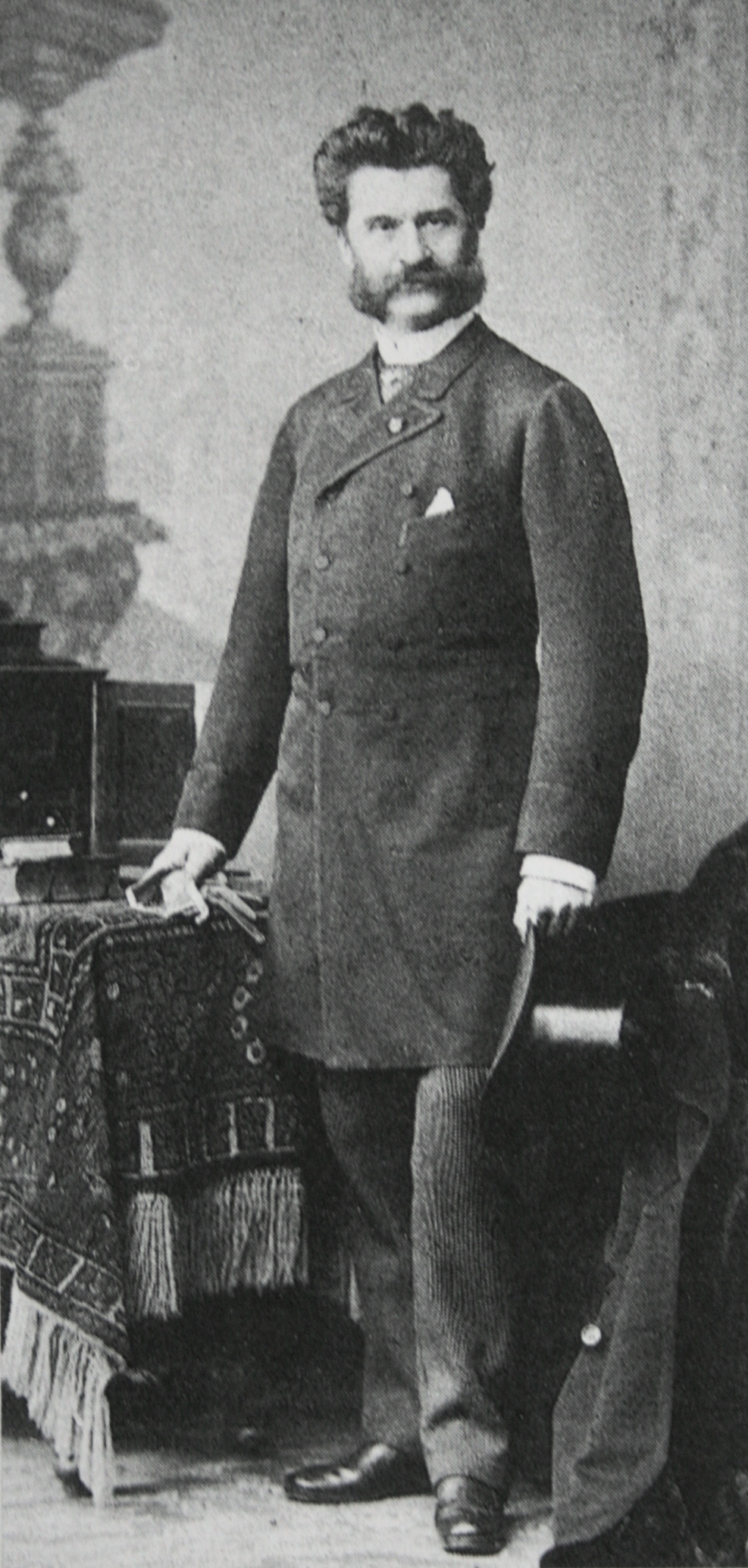
Johann Strauss negli anni ottanta dell'Ottocento.

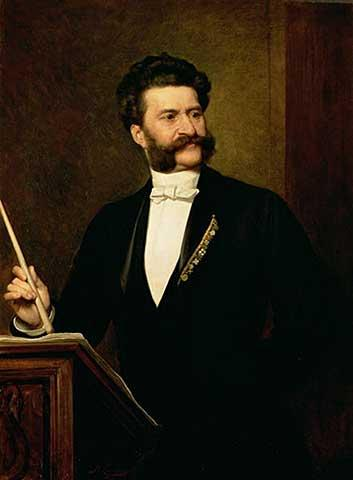
Johann Strauss, dipinto ad olio di August Eisenmenger, 1888.

Nel 1884, con una serata di gala al Theater an der Wien vennero festeggiati i quarant'anni dal debutto artistico di Johann Strauss, avvenuto il 15 ottobre 1844.
Numerose furono le congratulazioni che giunsero al compositore sia da suoi illustri colleghi come Verdi, Suppè e Rubinstein, sia da altre celebri personalità del tempo come Bismarck e Mahon.
In quella serata Strauss diressa l'overture dall'operetta Indigo, il primo atto dell'operetta Eine Nacht in Venedig, il valzer An der schönen blauen Donau, e il secondo atto dell'operetta Die Fledermaus, inserendovi anche personaggi delle sue altre operette. In quell'occasione, la città natia, nominò il festeggiato "Cittadino di Vienna" con tutti gli onori.
Il 24 ottobre 1885, il Theater an der Wien ospitò la prima dell'operetta Der Zigeunerbaron (Lo Zingaro barone) sotto la personale direzione del compositore; un lavoro particolarmente fortunato che andò ad affiancarsi al successo del Fledermaus.
L'origine di quest'operetta risaliva a tre anni prima, al 1883 quando, durante un viaggio che lo aveva portato a Budapest, aveva conosciuto lo scrittore ungherese Mór Jókai (allora considerato un nome di punta della letteratura ungherese). Lo scrittore offrì a Strauss la sua novella Saffi, che piacque talmente tanto al compositore che alla fine si convinse a trarne un'operetta.
Strauss affidò la stesura del libretto a Ignatz Schnitzer, un giornalista ungherese che viveva a Vienna. Der Zigeunerbaron ridiede fiducia al compositore, come scrisse al suo librettista:
(Johann Strauss)
La fortunata commistione di melodie ungheresi e viennesi garantì all'operetta un incredibile successo, tanto che la commedia musicale venne replicata per ottantasette volte, senza interruzione, al Theater an der Wien. L'operetta esordì inoltre sui palcoscenici di oltre centoquaranta teatri diversi, fino al 1899.
Nel mese di aprile del 1886, Strauss si recò ancora una volta a San Pietroburgo e a Mosca, accompagnato dalla sua terza moglie Adele, facendo tappa anche a Pavlovsk, concludendo così la sua attività in Russia. Nonostante molte cose fossero ormai cambiate, nessuno aveva dimenticato gli entusiastici successi che avevano accolto anni prima le esibizioni del compositore, che seppe rinverdire quei trionfi proponendo accanto alle opere risalenti agli anni di Pavlovsk il suo più aggiornato e maturo repertorio.
Nel 1887, sulle ali dell'entusiasmo ottenuto con Der Zigeunerbaron, Strauss accettò il libretto di Simplicius che gli venne proposto da Victor Léon (futuro librettista de La vedova allegra di Franz Lehár). L'operetta "seria" (come venne ribattezzato il Simplicius) non ottenne però alcun riconoscimento né alla prima rappresentazione, il 17 dicembre 1887 al Theater an der Wien, né nelle successive versioni rielaborate che seguirono.
Alla prima, Strauss, nei panni di direttore d'orchestra, venne ammirato soltanto per la calma che seppe mantenere, evitando così il rischio dello scatenarsi del panico fra il pubblico, quando ad un certo punto della rappresentazione prese fuoco parte della scenografia.
In questi anni di piena maturazione artistica, dalla penna di Strauss vennero alla luce alcune pagine di notevole interesse. Dalla rielaborazione dei motivi delle operette create in quegli anni nacquero i valzer Rosen aus dem Süden op. 388 (basato su motivi dell'operetta Das Spitzentuch der Königin), Kuss-Walzer op. 400 (basato su motivi dell'operetta Der lustige Krieg), Lagunen-Walzer op. 411 (basato su motivi dell'operetta Eine nacht in Venedig), Schatz-Walzer op. 418 (basato su motivi dell'operetta Der Zigeunerbaron), Donauweibchen op. 427 (basato su motivi dell'operetta Simplicius).
Altri celebri lavori che videro la luce in questo periodo furono i valzer Frühlingsstimmen (Voci di Primavera, 1883) op. 410 e il Kaiser-Walzer op. 437 (Valzer dell'Imperatore, 1889).
Per tutta la vita Strauss desiderò cimentarsi nella composizione di un'opera vera e propria, e neppure l'insuccesso del Simplicius lo trattenne dall'accettare il libretto di Ludwig Doczi intitolato Ritter Pásmán (Cavaliere Pásmán), ispirato a una ballata del poeta ungherese János Arany.
L'ambientazione magiara appassionò il musicista. Nel libretto non esistevano dialoghi parlati, tutto era in musica, un'esperienza totalmente nuova per Strauss.
La composizione del Pasman non fu né facile né veloce, poiché Johann a causa di alcuni problemi di salute fu costretto a sospendere più volte la stesura del lavoro per seguire delle cure termali.
L'8 agosto scrisse in una lettera all'amico Priester:
(Johann Strauss)
Il 1º gennaio 1892, dopo tre anni di lavoro, il sipario dell'Opera di Stato si alzò su Ritter Pásmán, ma l'opera non riuscì ad ottenere un grande successo di pubblico, e l'intero lavoro venne stroncato dalla critica, fatta sola eccezione per la musica del balletto nel 3º atto.
Superata la delusione per la sorte della sua unica opera, negli anni successivi Strauss tornò ad impegnarsi nella composizione di operette, come Fürstin Ninetta (1893).

### Giubileo d'oro del 1894

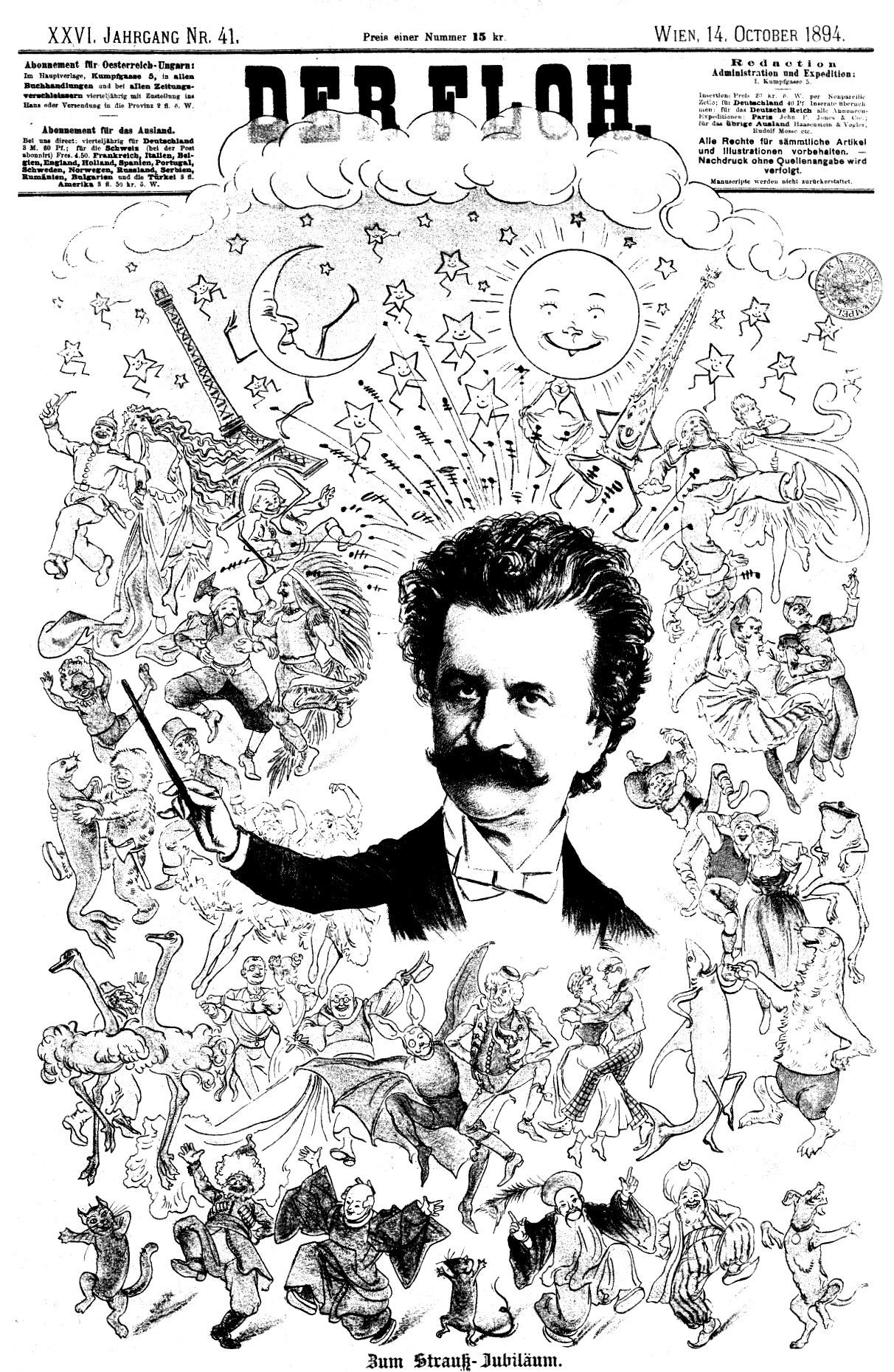
La copertina che il giornale Der Floh dedicò a Johann Strauss in occasione dei festeggiamenti per il suo giubileo d'oro,
14 ottobre 1894.

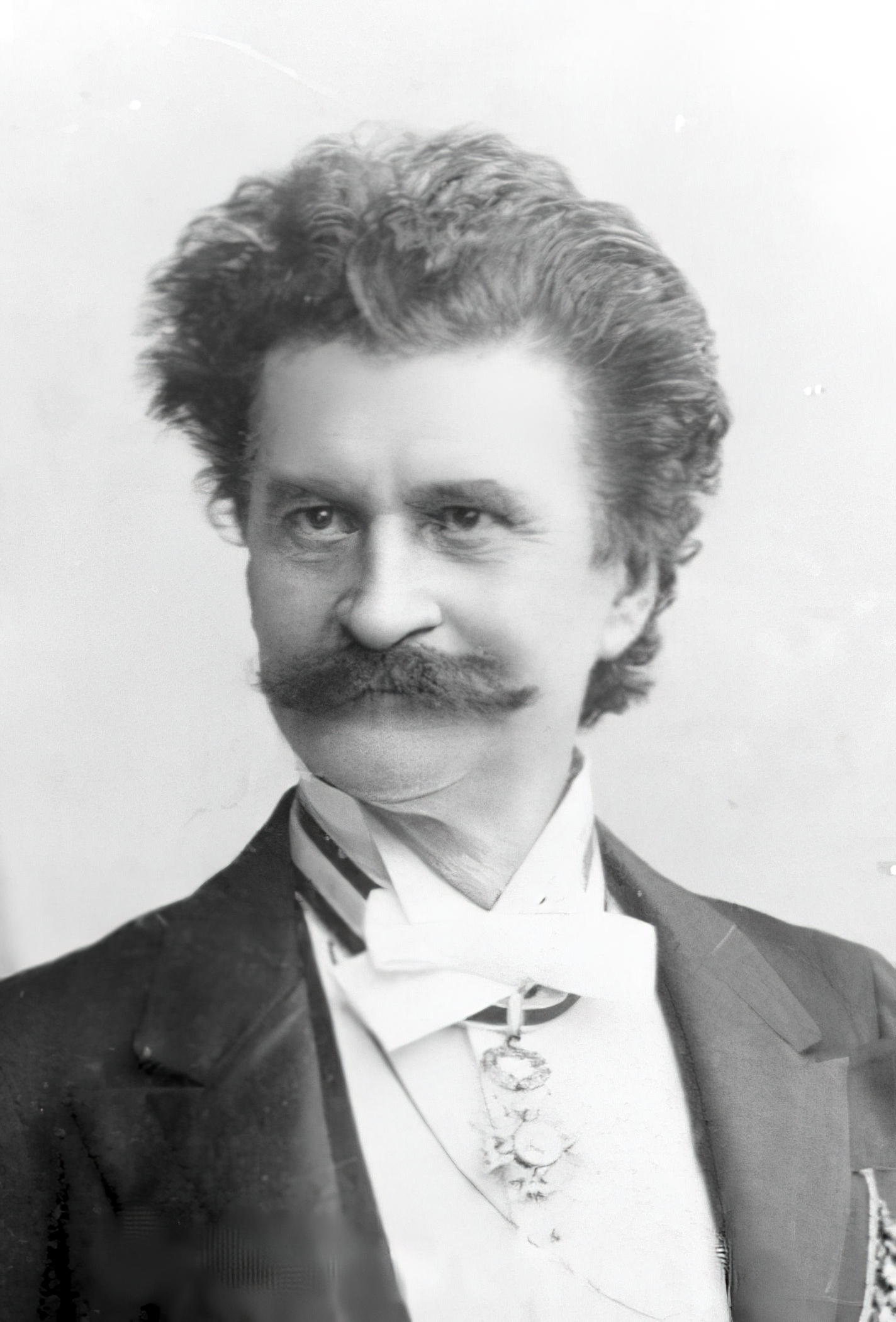
Johann Strauss negli anni novanta dell'Ottocento.

Il 15 ottobre 1844, all'età di diciotto anni, Johann Strauss ebbe il suo debutto come compositore e direttore a capo della sua orchestra per una serata, nei giorni precedenti assai discussa, al Casinò Dommayer nel sobborgo viennese di Hietzing. Mezzo secolo dopo quel primo timido passo della sua carriera musicale, Johann Strauss era divenuto il più celebre compositore di musica da ballo e d'operetta al mondo. I viennesi se ne erano ricordati e avevano organizzato una fitta serie di festeggiamenti in onore del musicista.
Il preludio ai festeggiamenti per il cinquantenario dell'attività artistica di Strauss fu rappresentato dalla prima dell'operetta Jabuka (La Festa delle Mele), il 12 ottobre 1894, al Theater an der Wien: una serata festosa che aprì ufficialmente il Giubileo di Strauss.
Delegazioni ufficiali fecero visita al festeggiato, che ricevette regali, telegrammi di auguri, manifestazioni di gratitudine da tutto il mondo, comparvero supplementi speciali sui quotidiani viennesi, vennero organizzati diversi festeggiamenti.
Il News Wiener Journal inviò alcuni suoi corrispondenti a raccogliere testimonianze in tutta Europa. Alexandre Dumas figlio definì Strauss
(Alexandre Dumas)
Émile Zola lo considerò fortunato, poiché
(Emile Zolà)
Sarah Bernhardt disse che desiderava andare a Vienna e
(Sarah Bernhardt)
Da parte sua, Giuseppe Verdi, come Strauss restio a qualsiasi mondanità, rispose all'intervistatore:
(Giuseppe Verdi)
E il 16 ottobre 1894 Brahms scriveva all'editore Simrock:
(Johannes Brahms)
Durante il banchetto organizzato dalla Filarmonica di Vienna, venne chiesto a Strauss di tenere un discorso, e il compositore ringraziò i presenti con queste parole:
(Johann Strauss)
Il 15 ottobre di quell'anno, Strauss fu ammesso come socio onorario alla Società dagli amici della musica, della quale facevano già parte Brahms, Bruckner, Liszt, Verdi e Wagner.
Il 24 ottobre, l'operetta Die Fledermaus (Il Pipistrello) risuonò per la prima volta in assoluto all'opera di Stato. Uno dei protagonisti, Andreas Dippel, raccontò:
(Andreas Dippel)

### Gli ultimi anni e la morte

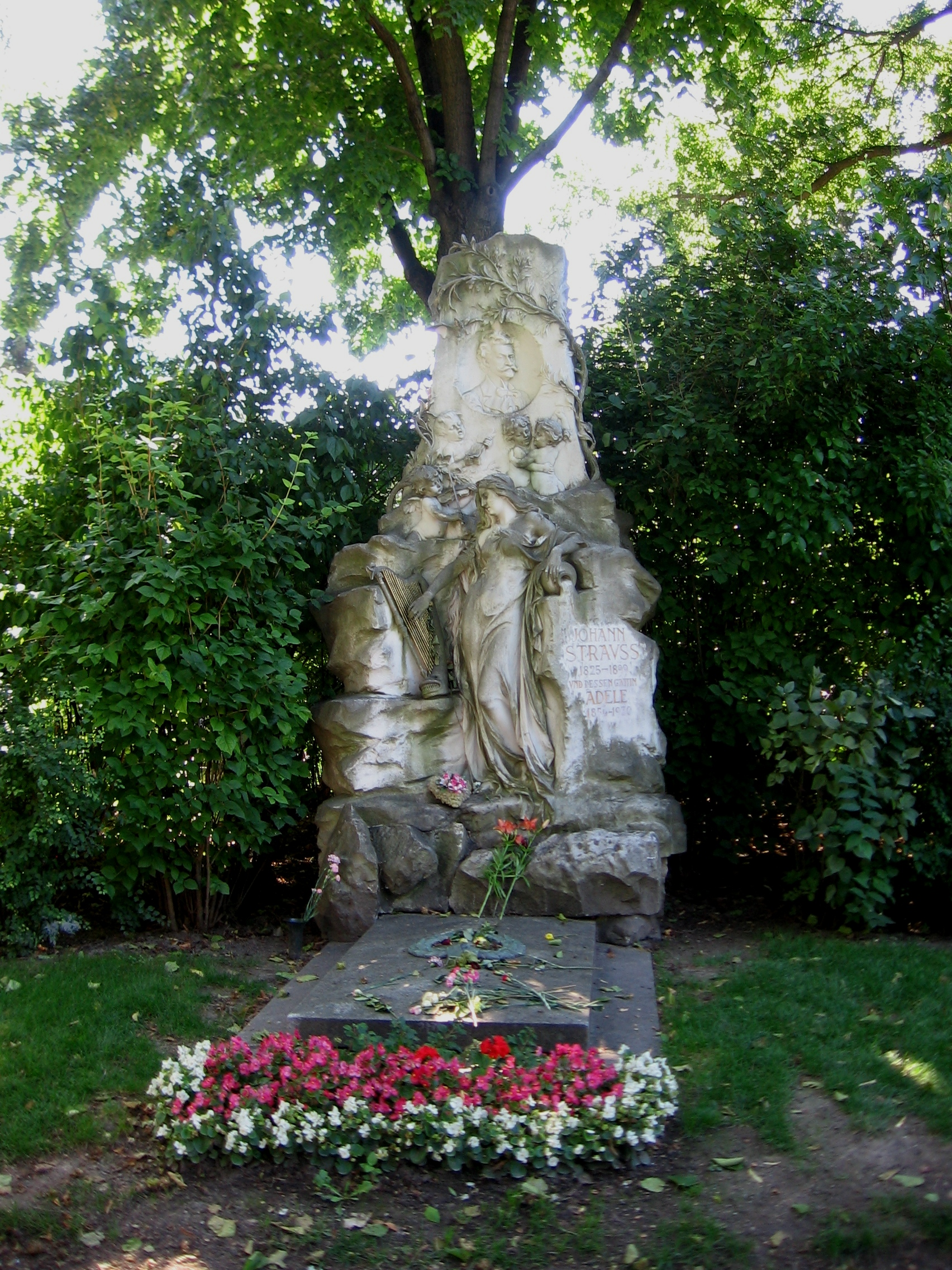
La tomba di Johann Strauss al Cimitero Centrale di Vienna.

Il 30 marzo 1895 Strauss redasse un nuovo testamento, nel quale il compositore nominò erede universale di tutti i propri beni la Società degli Amici della Musica di Vienna, di cui l'anno precedente era diventato membro onorario.
Stabilì inoltre una serie di vitalizi: per la moglie Adele, una rendita annua di quattromila fiorini e l'usufrutto dell'appartamento in Igelgasse; per sua figlia Alice, una dote di mille fiorini l'anno; e, ancora, per le sorelle Anna e Teresa e per altri fedeli collaboratori.
Il 24 marzo del 1897 Strauss aggiunse un codicillo al testamento con alcune modifiche a favore della figlia di Adele, mentre escluse da ogni lascito testamentario il fratello Eduard:
(Johann Strauss)
Strauss trascorse gli ultimi anni di vita dividendosi fra le sue quattro case: quella in città nella Igelgasse, quella a Hietzing nei sobborghi di Vienna, la tenuta di campagna a Schönau an der Triesting e la villa estiva a Ischl.
Continuava naturalmente a comporre, preferendo come sempre le ore notturne. Fisicamente ancora integro, soffriva tuttavia di depressioni, spesso si chiudeva in silenzio e sfuggiva anche agli amici.
Lo toccarono profondamente, negli ultimi anni del secolo, la morte di molti suoi vecchi amici, come Clara Schumann e Anton Bruckner (scomparsi entrambi nel 1896) e soprattutto la scomparsa di Brahms, nel 1897, cui era stato legato da una forte amicizia e stima per molti anni.
Il 22 maggio 1899 Johann Strauss salì sul podio dell'Opera di Corte per dirigere una rappresentazione del suo Fledermaus. Dopo l'overture, però, chiese di essere sostituito poiché aveva avuto delle vertigini: fu quella la sua ultima apparizione in pubblico.
Due giorni dopo, mentre si trovava al Prater ebbe un malore. Si mise a letto, ma la sua salute peggiorò rapidamente e subentrò una polmonite.
Ricordando le ultime ore del marito, Adele scrisse:
(Adele Strauss)
Alla stessa ora, al Volksgarten, Eduard Kremser stava dirigendo un concerto benefico per raccogliere i fondi per il progettato monumento a Lanner e Strauss padre, nel cimitero di Dobling.
Qualcuno si avvicinò e parlò a Kremser, avvisandolo della scomparsa del maestro, e fece fermare l'orchestra. Davanti al pubblico silenzioso e attonito furono rapidamente cambiati gli spartiti: Kremser attaccò il tremolio e le prime note del Danubio blu.
Il 6 giugno, nella chiesa evangelica del I distretto si tenne la cerimonia funebre, seguita dal trasporto della salma al Cimitero Centrale, nell'area dedicata ai grandi compositori, dove il compositore venne tumulato in una tomba onoraria messa a disposizione dalla città di Vienna a fianco di Schubert, Beethoven e Brahms.
Le case si ricoprirono di drappi a lutto e le strade furono chiuse al traffico, per il gran numero di personalità che parteciparono al corteo funebre.
Fra le ultime personalità accorse al suo capezzale ci fu Mark Twain, che si trovava in quell'epoca a Vienna, che così, giorni dopo la scomparsa di Strauss, scrisse rivolgendosi alla vedova Adele:
(Mark Twain)

## Composizioni

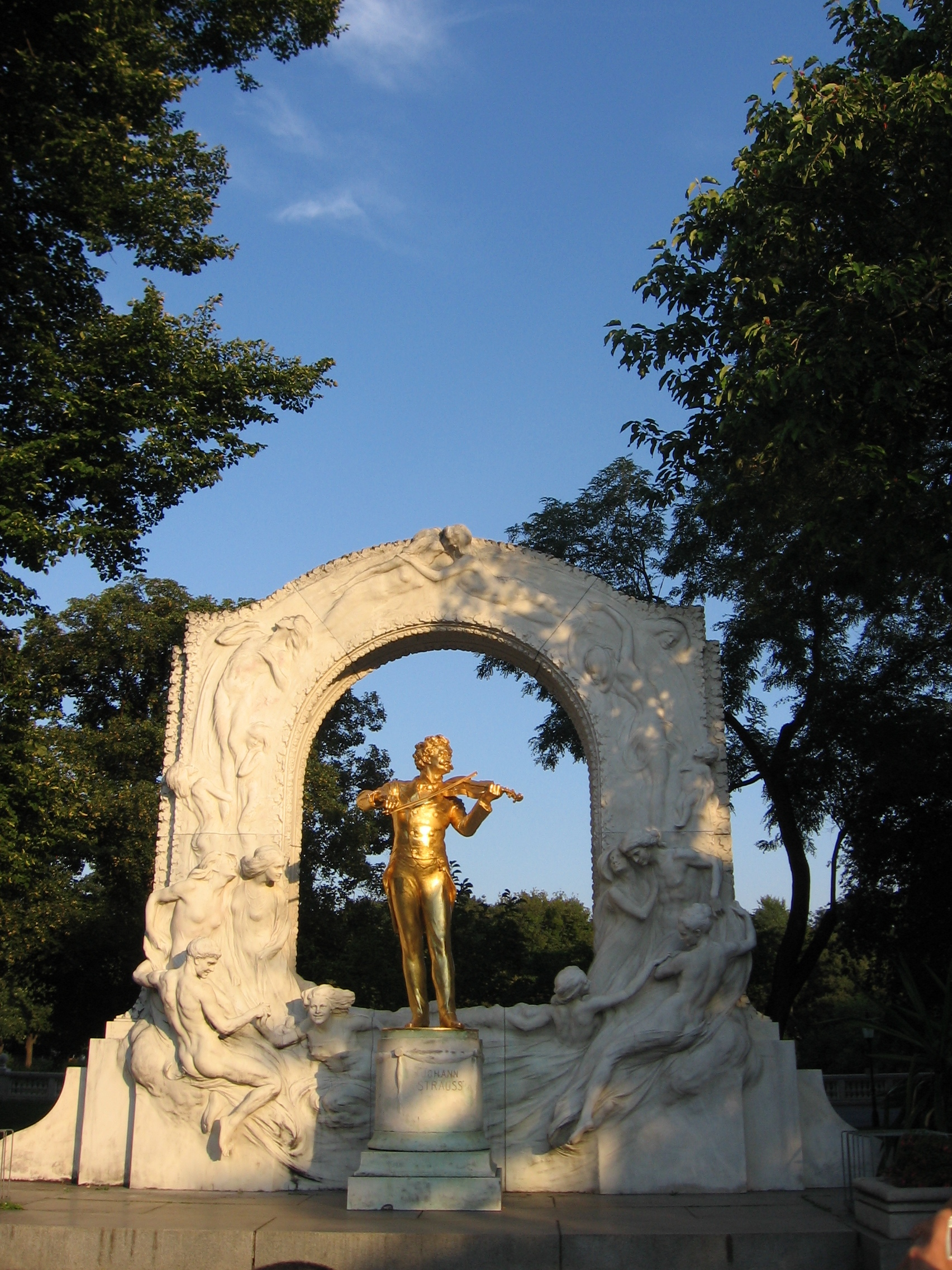
Monumento a Johann Strauss figlio, nel giardino Stadtpark di Vienna

### Opere
- Ritter Pásmán (Cavaliere Pásmán, 1892)

### Balletti
- Aschenbrödel (Cenerentola, 1899)

## Matrimoni

### 1862 - 1878 Henrietta Treffz

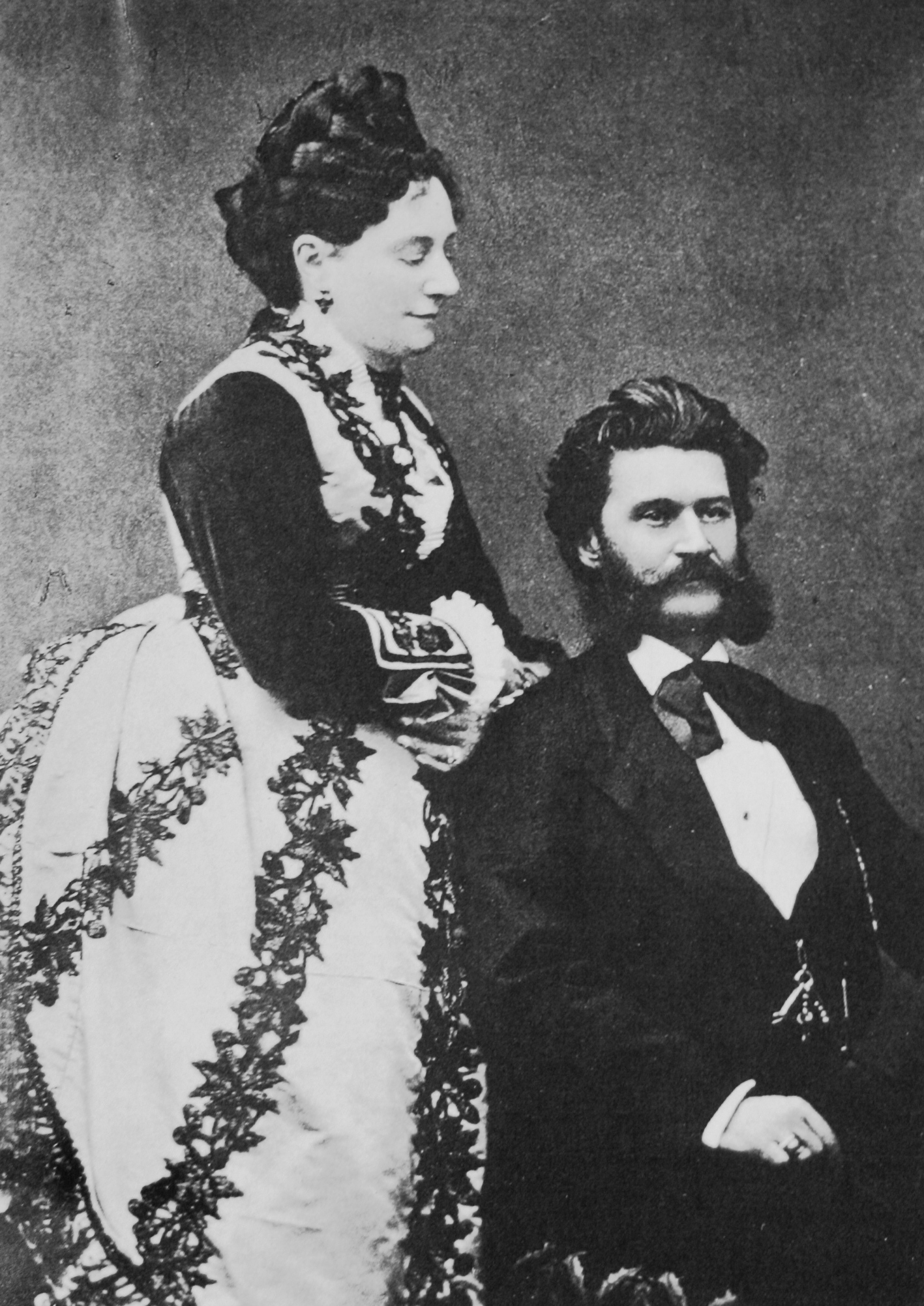
Henrietta Treffz e il marito Johann Strauss

Johann Strauss si sposò per la prima volta con la cantante Jetty Treffz (1818-1878). Johann e Jetty si erano conosciuti nell'inverno del 1861 a una serata nella casa del barone Moritz Todesco (del quale Jetty era l'amante ufficiale e al quale aveva già dato due figlie) alla quale era stato invitato anche Strauss. La cerimonia si svolse il 27 agosto 1862 nel duomo di Santo Stefano di Vienna; presenti erano, come testimoni, l'editore Haslinger e la madre di Johann, Anna.
Come omaggio alla sposa, Strauss le dedicò la Bluette Polka, che il compositore diresse per la prima volta il 23 novembre 1862. All'epoca il compositore aveva trentasette anni e lei quarantaquattro: per dedicarsi interamente al marito, abbandonò il suo precedente compagno e i sette figli illegittimi nati fra 1841 e il 1852; per l'epoca fu un grandissimo scandalo che ebbe grande risonanza in tutta la città, ma non fu l'unica ombra a pesare sull'unione di Strauss e Jetty: secondo delle insistenti insinuazioni, in passato la Treffz sarebbe stata una delle tante amanti di Johann Strauss padre.
I due sposi trascorsero la breve luna di miele a Venezia.
Si legge in una lettera di Jetty:
(Henrietta Treffz)
Il periodo del primo matrimonio è da annoverare come quello di maggiore attività creativa del compositore; Jetty ricoprì un ruolo essenziale nella carriera del musicista. Si deve a lei, ad esempio, l'interesse di Johann per il teatro e l'operetta e, dopo vari tentativi, il grande successo arrivò con il suo più celebre lavoro teatrale: Die Fledermaus (Il pipistrello, 1874). Inoltre, raggiunta una certa indipendenza economica e liberato dai contratti con gli editori che lo volevano sul podio, proprio in questo periodo dalla penna di Strauss nacquero i suoi capolavori immortali, come Sul bel Danubio blu, Künstlerleben, Geschichten aus dem Wienerwald, Wein, Weib und Gesang, Wiener Blut e tanti altri valzer e polke ancora oggi celebri.
(H. Fantel)
Pochi mesi dopo il matrimonio, recandosi in Russia, a Pavlovsk, Johann scrisse appositamente per Jetty una originale romanza, Dolci pianti. Ne diede notizia la stessa Jetty in una lettera dell'8 luglio 1863 indirizzata ad Haslinger:
(Henrietta Treffz)
Il periodo della prima unione fu altrettanto importante per la vita dell'artista poiché, il 25 febbraio 1863, dopo aver inoltrato una domanda all'imperatore Francesco Giuseppe per la nomina a direttore dei balli di corte (20 febbraio 1863), gli giunse la tanto attesa nomina che per ben due volte gli era stata negata in passato a causa del suo schieramento, durante i moti del 1848, a fianco dei gruppi studenteschi rivoluzionari. Con la nomina a direttore arrivò non solo prestigio per il compositore, ma anche per la sua musica che, con tale nomina, era divenuta degna a pieno titolo di essere suonata negli ambienti di corte.
Henrietta Treffz morì per un attacco di cuore l'8 aprile 1878.

### 1878 - 1882 Angelika Dittrich

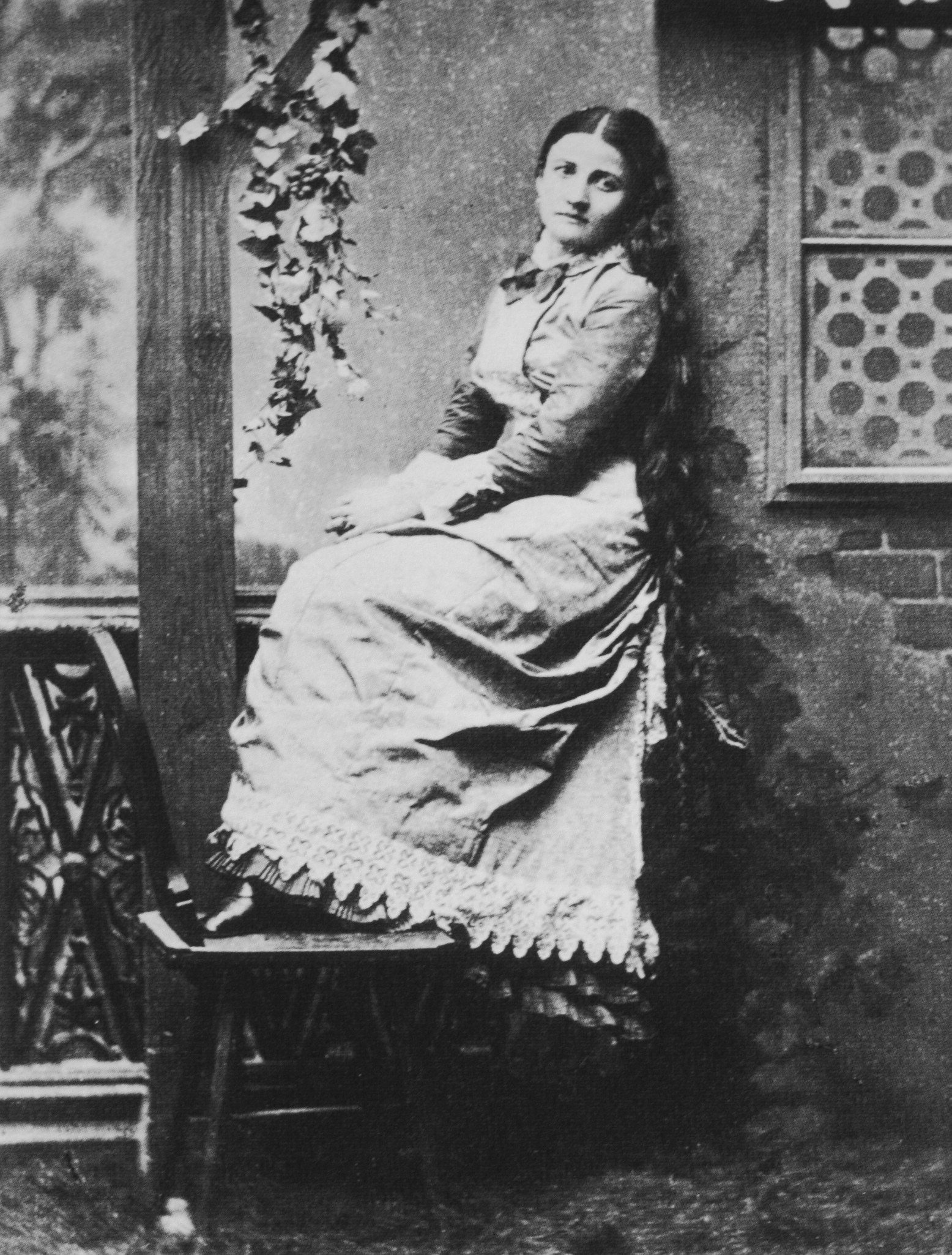
Angelika Dittrich, seconda moglie di Johann Strauss

Appena sette settimane dopo la scomparsa di Jetty, il 28 maggio 1878 Strauss sposò nella barocca Karlskirche di Vienna Ernestine Angelika Henriette Dittrich (1850-1919). Come omaggio alla sua seconda moglie, Johann le dedicò il Kuss-Walzer op. 400 (Valzer del bacio), tratto da motivi dell'operetta Der lustige Krieg (L'allegra guerra, 1881). La seconda moglie di Strauss, più giovane del marito di 24 anni, era un'attrice di poco conto giunta a Vienna in cerca di fortuna da Breslavia (oggi Wrocław in Polonia, in quel periodo parte della Slesia prussiana) e che aveva cercato di ottenere un ingaggio come cantante presso il Theater an der Wien proprio tramite Johann.
A far incontrare i due aveva provveduto l'amico d'infanzia ed editore del compositore Gustav Lewy, più che altro mosso dal desiderio di risollevare il morale di Strauss. Gli sposi novelli trascorsero la luna di miele a Wyk, sull'isola di Föhr, nel Mare del Nord: il valzer Nordseebilder op. 390 fa riferimento proprio a questo viaggio.
Di ritorno a Vienna la coppia si trasferì nella nuova abitazione di Igelgasse. Sin dall'inizio, però, l'unione non si rivelò felice: Angelika, o Lili (come veniva soprannominata), nonostante i presunti studi di canto, era del tutto insensibile alla musica. In realtà si rivelò ben presto un'impenitente ambiziosa; raggiunta una posizione sociale elevata, si dimostrò capricciosa, prepotente e per nulla interessata al lavoro del marito, al contrario di Jetty, che era stata per Johann una compagna esemplare e una intelligente consigliera.
Anche nel momento in cui Angelika decise di intromettersi negli affari musicali di Johann, i risultati furono pessimi; infatti il matrimonio con Lili si aprì e si chiuse con due fiaschi teatrali: il 18 dicembre 1878 Blindekuh (Mosca cieca) fu sonoramente fischiata al Theater an der Wien e il 3 novembre 1883, a Berlino, sorte analoga toccò a Eine Nacht in Venedig (Una notte a Venezia). Era stata la stessa moglie a suggerire a Johann di accettare il libretto di F. Zell (pseudonimo di Camillo Walzel, 1829-95) e di Richard Genée (1823-95) e, sempre dietro sua richiesta, era stato cambiato il titolo al lavoro (da Venezianische Nächte, Notti veneziane, a Eine Nacht in Venedig). Tuttavia, qualche anno più tardi, in una lettera inviata a Strauss il 15 luglio 1886, il librettista Zell espose chiaramente come le interferenze di quella che al tempo era stata moglie di Johann avessero compromesso la buona riuscita della rappresentazione:
(F. Zell)
Oltre a questo, le cose peggiorarono in maniera irreversibile quando Lili lasciò Strauss, dopo appena due anni di matrimonio, per andare a vivere con Franz Steiner (1855-1920), ventinovenne direttore del Theater an der Wien che, in quanto impresario teatrale, era uno dei direttori di scena più importanti per Strauss.
Questo spiega perché l'operetta Eine Nacht in Venedig (Una notte a Venezia, 1883), composta in quel periodo, fu l'unica fra tutte le operette di Strauss a non aver avuto il suo debutto a Vienna (come era stato per i precedenti lavori teatrali), ma il compositore insistette affinché venisse rappresentata in un altro luogo, lontano da Lili e Steiner (dopo varie indecisioni, venne scelto il Neuen Friedrich-Wilhelmstädtischen Theater di Berlino).
Dopo quattro anni di matrimonio i due decisero di separarsi e, il 9 dicembre del 1882, la Corte d'Assise di Vienna concesse il divorzio consensuale fra Strauss e Angelika.

### 1887 - 1899 Adele Deutsch

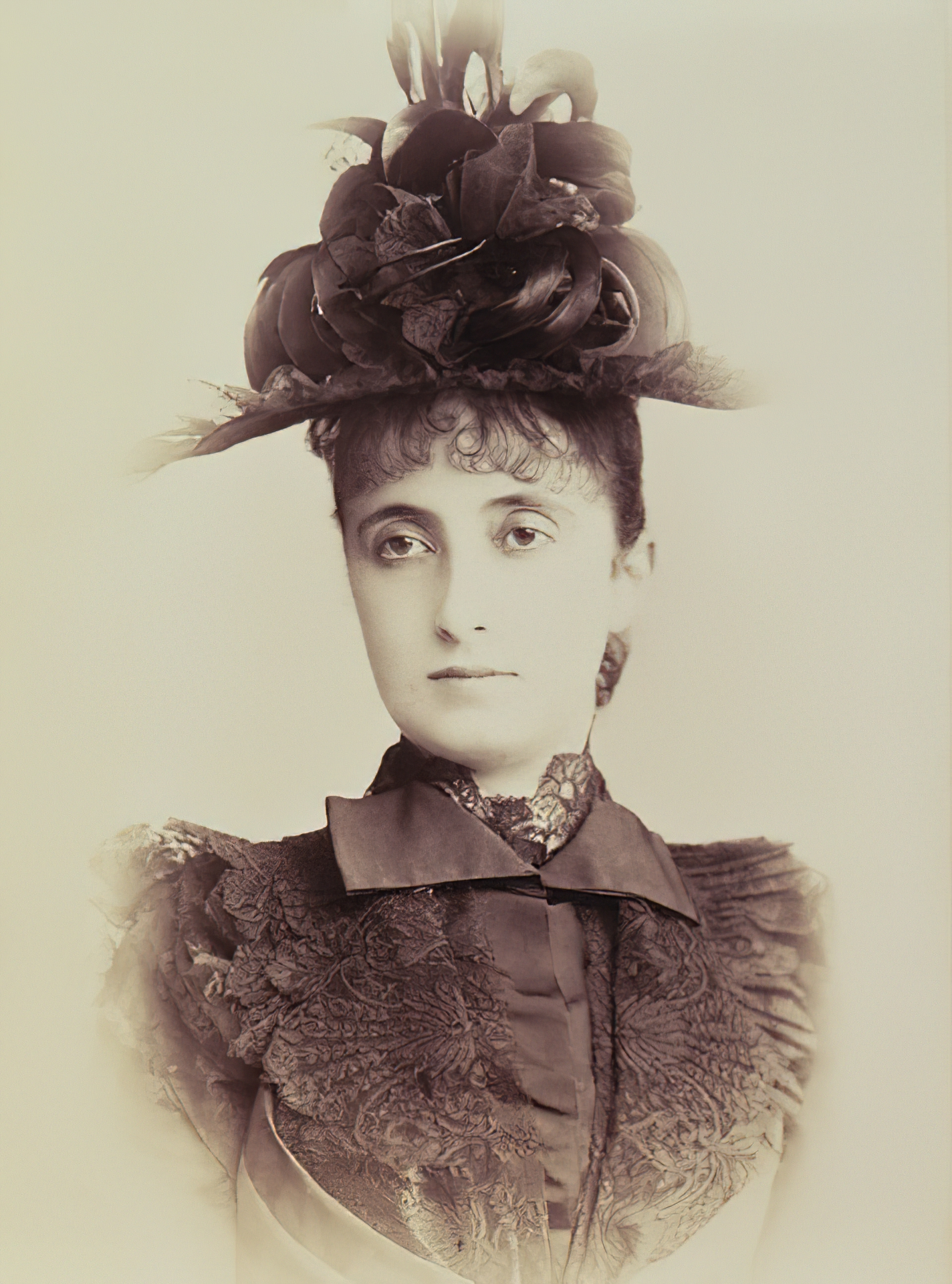
Adele Deutsch, terza moglie di Johann Strauss

Johann, ancora una volta, non rimase solo a lungo e cercò il conforto di una serena vita famigliare in Adele Deutsch (1856-1930), una giovane ebrea viennese di 25 anni che nel 1874 aveva sposato Anton Strauss (1845-1877, soltanto omonimo della famiglia di compositori), un ufficiale delle ferrovie figlio di Albert Strauss, un banchiere che era stato anche consulente finanziario di Johann Strauss padre. Dal matrimonio fra Anton e Adele era nata una figlia, Alice Katharina Maria Elisabeth (1875-1945); tre anni più tardi però, Anton morì. Adele aveva già avuto modo di conoscere ed apprezzare Johann alcuni anni prima (quando ancora era in vita Jetty, la prima moglie) facendo visita al musicista in casa sua in occasione di alcune visite fra le due famiglie.
Nell'autunno del 1882 la conoscenza fra Johann Strauss e Adele si approfondì sensibilmente, tanto che la donna divenne prima la segretaria e poi la compagna di vita del compositore, e dall'aprile del 1883 gli fu legata anche da un contratto di donazione di una rendita. Se il matrimonio con Angelika era stato celebrato in tempi brevissimi (dopo poche settimane dall'inizio della loro relazione), quello con Adele, nonostante i profondi sentimenti che fin subito legarono i due innamorati, fu forzatamente ritardato a causa della diversità di religione. Per questa ragione, nell'aprile del 1883 Adele si convertì dall'ebraismo al credo evangelico; infatti, poiché l'unione fra Strauss e Lili era stata consacrata con il rito cattolico, il loro legame nuziale non poteva essere sciolto e un nuovo matrimonio di Strauss sarebbe stato possibile soltanto previo cambiamento di religione e nazionalità.
L'avvocato Joseph Trutter informò Strauss che il duca Ernesto II di Sassonia-Coburgo-Gotha si era riservato il diritto di concedere il divorzio ai propri sudditi nonché la celebrazione delle seconde nozze all'interno del suo regno; fu così che dopo inutili richieste (anche a papa Leone XIII), nel gennaio 1885 Strauss rinunciò alla cittadinanza austriaca per acquisire quella sassone. Nel luglio 1886 anche Strauss si convertì alla religione evangelica e il 15 agosto 1887, dopo che la separazione da Lili era stata ulteriormente perfezionata, sposò Adele a Coburgo. Tornati a Vienna, i due sposi mantennero la residenza nella casa al numero 4 della Igelgasse.
Con il suo terzo matrimonio Strauss tornò alla vita di società; Adele, donna sensibile, appassionata e puntuale segretaria, aiutò il marito nel suo lavoro, difendendone la privacy, filtrando le visite e le amicizie; questa sua dedizione al marito le valse l'appellativo di "Cosima in 3/4" (in riferimento all'attiva signora Wagner). Molte personalità del mondo della cultura e della buona società viennese rientravano fra le amicizie di Strauss e Adele. Fra gli altri si ricordano i compositori Johannes Brahms, Anton Bruckner e Carl Goldmark, l'attore Alexander Girardi, i librettisti Ignatz Schnitzer e Max Kalbeck, il pianista Alfred Grunfeld, il direttore del teatro dell'opera Franz Januer, il famoso critico Eduard Hanslick e lo scultore Viktor Tilgner.
Johann si sentì rinascere e, in una lettera indirizzata alla moglie, scrisse:
(Johann Strauss)
Il seguente passo è invece tratto da un'altra lettera:
(Johann Strauss)
Questi anni della loro unione culminarono nei festeggiamenti per i cinquant'anni di carriera artistica di Strauss (1894), con la benedizione dell'imperatore Francesco Giuseppe (cui Strauss aveva dedicato il Kaiser-Jubiläum-Jubelwalzer (1888) e il Kaiser-Walzer (1889)). In quel giorno Strauss fu ammesso nella Società dagli amici della musica, della quale facevano già parte Brahms, Bruckner, Liszt, Verdi e Wagner. Come già era stato durante il primo matrimonio con Jetty, anche Adele si interessò attivamente all'attività del marito e la incoraggiò e fu in questi anni di matrimonio che Strauss creò i suoi capolavori dell'età matura, come i valzer Frühlingsstimmen, Marchen aus dem Orient, il già citato Kaiser-Walzer e altri ancora.
Nel campo dell'operetta, dopo una serie di rappresentazioni poco fortunate, Strauss tornò sulle scene con un successo strepitoso, Der Zigeunerbaron (Lo Zingaro barone, 1885) e con altri lavori come Jabuka (1894) e Waldmeister (1895 al Theater an der Wien) che, come L'asperula nel linguaggio dei fiori, andò in scena al Teatro Reinach di Parma il 23 novembre 1901.
Il matrimonio di Adele e Strauss durò fino al giorno della morte del compositore, il 3 giugno 1899.
Alla morte di Johann, Adele trasformò la casa di Igelgasse (oggi rinominata Johann Strauss Gasse in onore del compositore) in museo e si occupò di tramandare ai posteri il materiale del marito.
Adele, di trentun'anni più giovane del marito, morì trentun anni più tardi, nel 1930.

### La storia d'amore con Olga Smirnitskaja

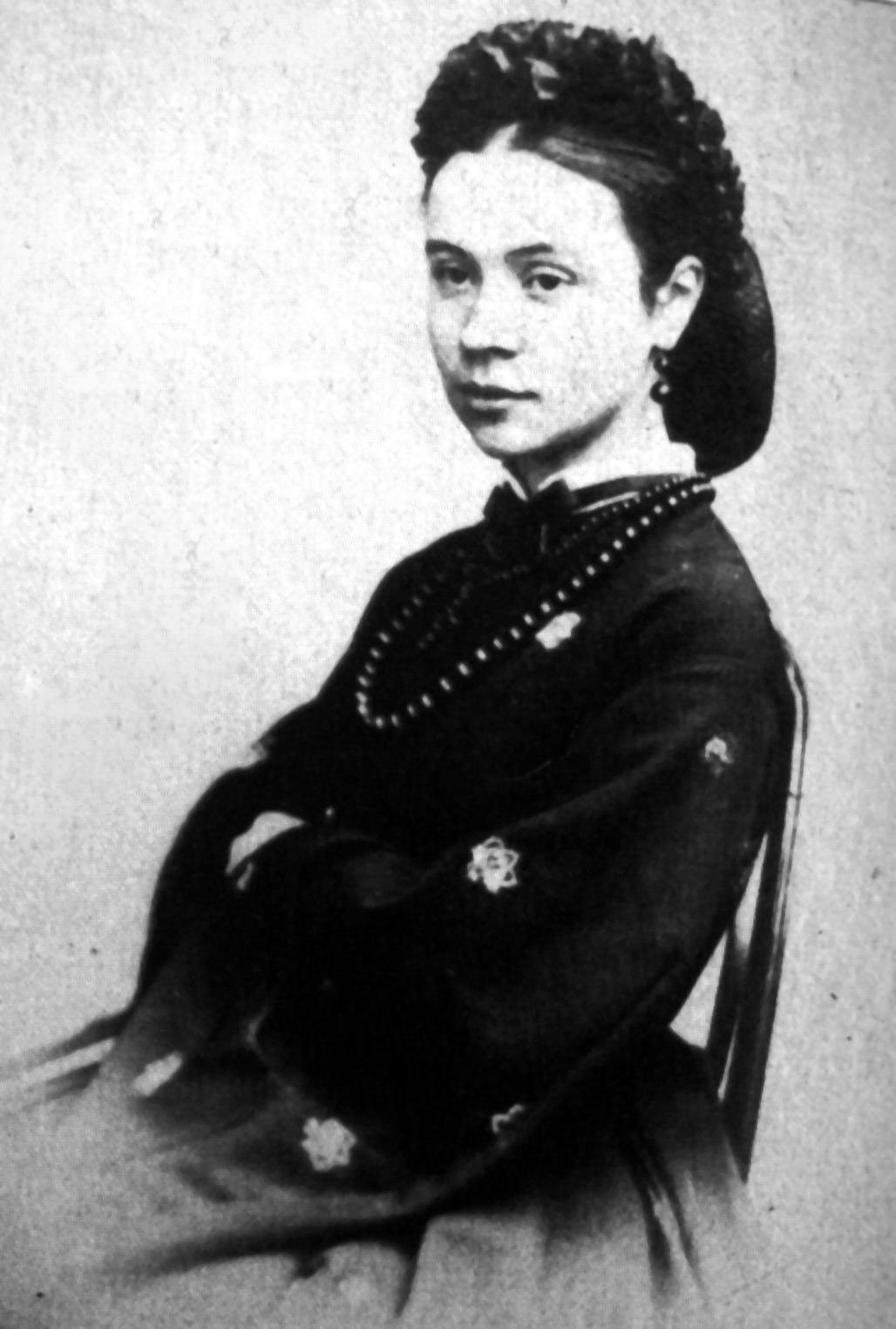
Olga Smirnitskaja (1837-1920)

Quella con Olga Smirnitskaja fu, per il compositore, la più importante e tormentata storia d'amore antecedente ai suoi matrimoni.
Il compositore conobbe la giovane Olga Smirnitskaja (1837-1920) nell'estate del 1858 a Pavlovsk, in Russia, durante uno dei tanti concerti che il compositore teneva nella cittadina russa in quegli anni.
Fra i due fu subito amore, ma l'appartenenza di Olga ad una facoltosa famiglia dell'aristocrazia russa (suo padre era un funzionario della corte imperiale) costituì un ostacolo insormontabile all'amore dei due giovani.
La loro relazione è documentata da una fitta corrispondenza epistolare; in una lettera del compositore alla giovane, datata 30 luglio 1859, si legge:
(Johann Strauss)
E il 14 novembre successivo scriveva ancora:
(Johann Strauss)
A Olga, Johann dedicò Der Kobold Polka mazurka op. 226, che venne eseguita per la prima volta a Pavlovsk il 13 agosto 1859. Kobold, diavoletto, bambina capricciosa, era il nomignolo che il compositore aveva attribuito alla ragazza.
Ciò non bastò ad addolcire i genitori di Olga, decisi a bloccare sul nascere la relazione.
Fu la stessa madre della ragazza a ricevere Johann a casa, nel settembre di quell'anno, e a spiegargli chiaramente la propria contrarietà alla loro relazione.
Usò toni duri e indelicati (così apparvero all'artista); Olga si piegò al volere della famiglia e, agli inizi del 1860, troncò definitivamente la relazione con Strauss con una lettera nella quale, facendo riferimento al proprio nomignolo, scrisse:
(Olga Smirnitskaja)

## Johann Strauss e la casa imperiale austriaca

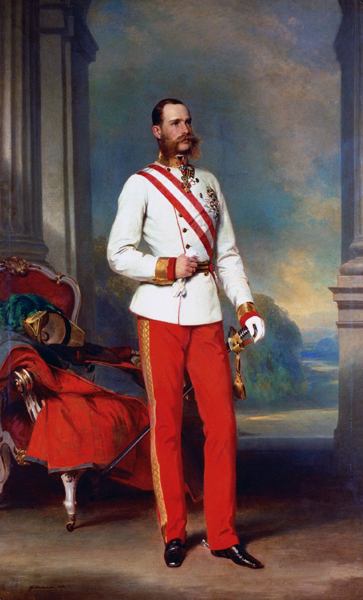
L'imperatore d'Austria
Francesco Giuseppe

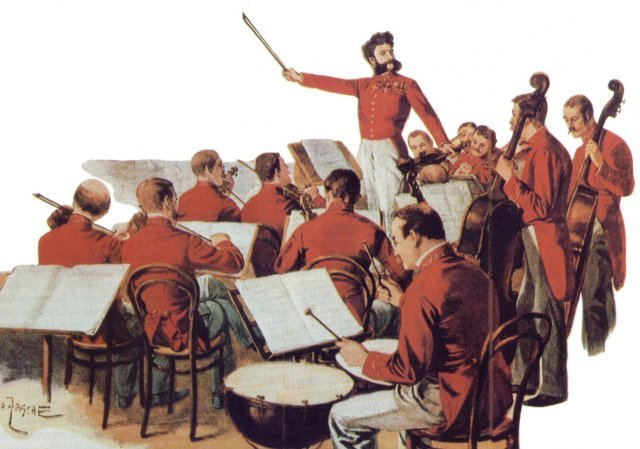
Johann Strauss con la sua orchestra al ballo di corte, stampa a colori da un acquerello di Theodor Zasche

Più volte Johann Strauss padre era stato chiamato a dirigere la musica in occasione dei balli di corte e dal 1846 vantava anche il titolo di "Direttore di musica da ballo presso la Corte Imperiale", coniato appositamente per lui. Con la sua morte, la carica, di alto rango sociale, divenne vacante e fu subito agognata dal figlio, pienamente consapevole del fatto che quella rimaneva per lui l'unica via per compiere un grosso passo in avanti nella società e ottenere nuove opportunità di eseguire la propria musica.
Nel gennaio 1850, però, l'Obersthofmeisteramt respinse la sua prima richiesta di poter dirigere la musica per i balli privati di corte. Per i balli di corte che rallegrarono il carnevale del 1851, in particolare, venne chiamato ad esibirsi con la sua orchestra solo Philipp Fahrbach il vecchio, aperto concorrente di Strauss, a cui soltanto nel 1852 fu concesso di suonare con la propria orchestra alle manifestazioni di corte, occasione nella quale eseguì per la prima volta la sua Hofball-Quadrille op. 116. Ai balli di corte lo accompagnavano 34-40 musicisti, mentre per i balli privati, che si svolgevano in uno degli appartamenti della famiglia imperiale, ne erano sufficienti 10. Come onorario, Strauss riceveva 9 fiorini, i musicisti o gli addetti agli strumenti 4 fiorini e 30 soldi e i trasportatori 1 fiorino e 30 soldi: tutti ingaggi allora assai cospicui per un complesso di musica di intrattenimento.
Nel 1856, incoraggiato dagli ormai quattro anni di direzione d'orchestra ai balli di corte, Strauss fece un altro serio tentativo per ottenere il definitivo conferimento dell'agognato titolo. Ma le ricerche dell'Obersthofmeisteramt presso gli organi superiori di polizia portarono alla luce il rapporto sul comportamento di Strauss durante i sommovimenti del 1848: inoltre, egli veniva definito come "Persona poco affidabile, priva di solidi principi morali e dedita ad una vita dissipata", che solo da poco aveva adottato "Una condotta di vita più regolata". Rivelazioni tanto negative non poterono che togliere ogni speranza alle ambizioni di Strauss. E anche alcuni anni dopo, l'11 maggio 1859, un'ulteriore richiesta di Strauss sarebbe andata incontro ad un nuovo insuccesso.
Quanto Strauss tenesse a questo titolo e per quanti anni si sia sforzato di ottenerlo ce lo suggeriscono i titoli delle numerose opere composte in onore della famiglia regnante, così come la ripetuta citazione dell'Inno Imperiale di Joseph Haydn, Gott erhalte.
Il 18 febbraio 1853 l'imperatore Francesco Giuseppe era sfuggito per un soffio all'attentato ordito dall'ungherese János Libény, garzone di sartoria. Grazie all'intervento del macellaio Josef Ettenreich, l'imperatore se l'era cavata con una semplice ferita al collo. In quell'occasione Strauss aveva composto la Kaiser Franz Josef I Rettungs-Jubel-Marsch (Marcia di Giubilo per la salvezza dell'Imperatore Francesco Giuseppe I) op. 126, che venne eseguita per la prima volta il 6 marzo 1853 in occasione di una serata di celebrazioni organizzata dallo stesso Strauss per festeggiare la fortunosa salvezza dell'imperatore. Strauss citava nel trio del brano il finale dell'inno Imperiale, divenuto inno nazionale austriaco nel 1854.
Quest'inno, assieme a quello bavarese, comparve anche nel valzer Myrthen-Kränze (Corone di Mirto) op. 154, composto in occasione del matrimonio di Francesco Giuseppe con Elisabetta di Baviera, nell'aprile del 1854, ed eseguito per la prima volta durante un ballo di corte.
Il 25 febbraio 1863, all'ennesimo tentativo, Strauss ottenne il titolo così a lungo inseguito, anche grazie al ruolo giocato dall'ambiziosa prima moglie del compositore, Henrietta Treffz, che aveva sposato l'anno precedente. Anche dopo il 1863, festeggiamenti della casa imperiale (onomastici, compleanni) e avvenimenti politici offrirono a Strauss l'occasione per organizzare feste benefiche e per dedicare le sue opere, mettendo in luce il proprio spirito patriottico con la scelta del titolo e con citazioni di melodie. Ciò gli permise anche di rendere più solida e stabile la propria posizione, l'impero musicale di famiglia in costante espansione e il proprio ruolo di musicista presso la corte imperiale e l'aristocrazia viennese. Si trattava di un'autentica simbiosi, che avrebbe caratterizzato tutto il decennio successivo, conferendo una qualità peculiare ai successivi anni di attività di Johann Strauss.
Nel gennaio del 1871, Strauss, che esordiva come compositore di operette, chiese di essere sollevato dall'incarico di dirigere la musica dei balli di corte a causa della "Salute cagionevole". La richiesta venne accolta dall'imperatore, che insignì Strauss della Croce di Cavaliere dell'Ordine di Francesco Giuseppe per i meriti acquisiti appunto come direttore della musica dei balli di corte e come compositore, consentendogli di mantenere il titolo già acquisito. Un anno dopo il fratello Eduard fu chiamato a sostituire Johann alla direzione dei balli.
Tuttavia, malgrado che a partire dal 1871 Strauss si dedicasse quasi esclusivamente alla creazione di operette, occasioni particolari della famiglia imperiale (soprattutto matrimoni) e importanti avvenimenti politici gli fornirono ulteriori pretesti per composizioni celebrative di circostanza. Così, il 22 aprile 1872, in occasione del ballo all'Opera Reale per il matrimonio della figlia maggiore dell'imperatore, Gisella, con il principe Leopoldo di Baviera, Johann Strauss diresse l'orchestra del teatro, eseguendo per la prima volta il valzer Wiener Blut (Sangue Viennese) op. 354. Le nozze del principe ereditario Rodolfo con la principessa Stefania del Belgio, il 10 maggio 1881, avrebbero indotto Strauss a comporre due brani celebrativi: Myrthenblüten (Fiori di Mirto) op. 395, presentato al pubblico alcuni giorni prima del matrimonio, durante una festa al Prater diretto dallo stesso Strauss, e la Jubelfest-Marsch op. 396, eseguita per la prima volta il giorno stesso del matrimonio, nel corso di una manifestazione celebrativa che si svolse al Theater an der Wien.
La marcia Habsburg Hoch! op. 408 nacque per celebrare i seicento anni della dinastia asburgica, prendendo spunto dall'inno nazionale austriaco, dal Prinz-Eugen-Lied e dalla Radetzky-Marsch. La sua esecuzione rappresentò il momento culminante del gran giorno degli Asburgo, il 27 dicembre 1882, al Carltheater di Vienna.
Per solennizzare i quarant'anni di regno dell'imperatore Francesco Giuseppe, il 2 dicembre 1888, Strauss compose il Kaiser-Jubiläum-Jubelwalzer op. 434 mentre il celebre Kaiser-Walzer (Valzer dell'imperatore) op. 437 venne composto per l'inaugurazione della Königsbau, sala da concerti berlinese, nell'autunno 1889. L'opera, pubblicata in un primo momento con il titolo Hand in Hand (Mano nella Mano), è da porsi in relazione all'incontro tra Francesco Giuseppe e l'imperatore tedesco Guglielmo II, che ebbe luogo appunto nell'agosto del 1889 a Berlino per rafforzare l'alleanza fra i due paesi.
Dopo la morte dell'arciduca Rodolfo (1889), erede al trono divenne l'arciduca Carlo Ludovico, fratello dell'imperatore Francesco Giuseppe. A lui Strauss dedicò il suo valzer Groß-Wien (Grande Vienna) op. 440, pubblicamente eseguito per la prima volta il 10 maggio 1891, in occasione di un concerto al Prater, durante il quale Strauss diresse le bande dei reggimenti della guarnigione di Vienna al gran completo. Fra gli interpreti si contavano anche alcuni astri nascenti della scena musicale: Franz Lehár, Carl Michael Ziehrer, Carl Komzák e Alfons Czibulka.

## Strauss ed i compositori del suo tempo

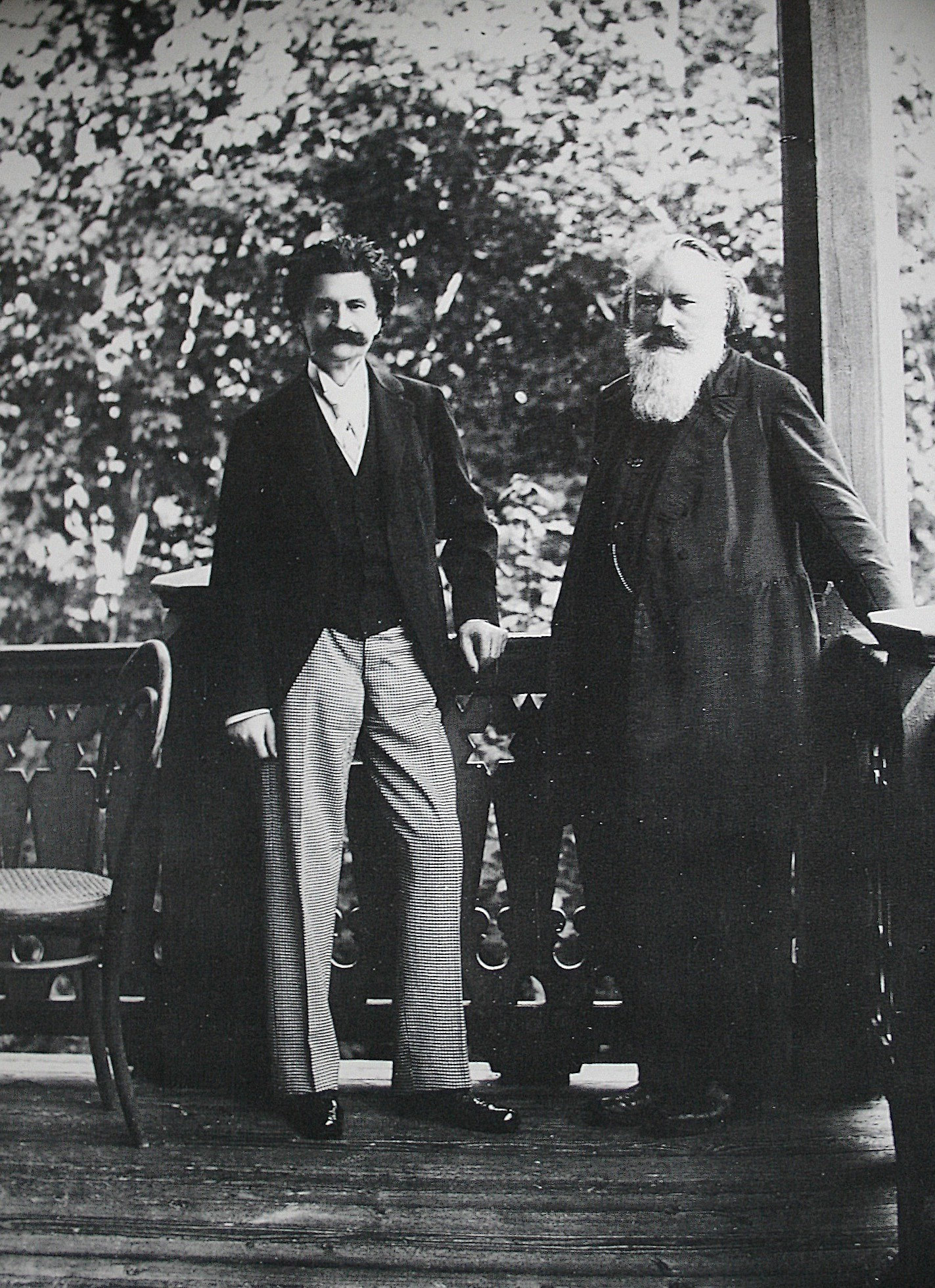
Johann Strauss e Johannes Brahms sulla veranda della villa di Strauss a Bad Ischl, 1894

Nel corso dei suoi cinquant'anni di attività artistica, Johann Strauss ebbe modo di entrare in contatto, di conoscere e di stringere proficui rapporti (tanto sul piano personale, tanto sul piano artistico) con molte delle maggiori personalità musicali del suo tempo.
Robert Schumann seguì sempre con interesse la produzione degli Strauss, non condividendone lo spirito "leggero", ma tuttavia ammirandone la professionalità inappuntabile:
(Robert Schumann)
Grande amico-rivale di Johann Strauss fu il compositore tedesco, naturalizzato francese, Jacques Offenbach, noto principalmente per le sue operette, che Strauss incontrò a Vienna nel 1864.
Fu proprio Offenbach a far scoprire a Strauss il mondo teatrale, riuscendo più tardi (anche grazie alle spinte della moglie Jetty) a convincere Strauss a scrivere la sua prima operetta.
I due furono comunque anche grandi rivali, specialmente quando Offenbach si rese conto dello straordinario talento di Strauss nella composizione di operette.
Qualche decennio più tardi, però, saranno le stesse operette di Strauss ad essere sorpassate da quelle del nuovo astro nascente della musica viennese: Franz Lehár.
Strauss fu comunque molto ammirato da altri eminenti compositori del suo tempo: Richard Wagner ammise di amare particolarmente il valzer Wein, Weib und Gesang op. 333 e giunse a definire Strauss
(Richard Wagner)
e ancora:
(Richard Wagner)
Fu lodato da Berlioz e ammirato da Liszt, con cui ebbe anche modo di esibirsi in diverse occasioni. Nel gennaio 1856, Strauss organizzò una serata in onore di Franz Liszt, che fu presente allo spettacolo. Con la sua orchestra, il compositore viennese propose alcune pagine dal Lohengrin di Richard Wagner e la marcia finale da Mazeppa di Liszt, al quale dedicò il valzer Abschieds-Rufe (Pianto d'Addio) op. 179. Fra i due si instaurò un rapporto di reciproca stima, Strauss inseriva spesso delle pagine lisztiane nei suoi programmi. E la forma del poema sinfonico esercitò una profonda influenza sullo stile compositovi di Strauss, per esempio lo si può riscontrare nella tendenzza ad ampliare la struttura dei suoi valzer, ingigantire le introduzioni, creare momenti quasi descrittivi.
Quasi vent'anni dopo, nel 1875, mentre il compositore si trovava a Budapest per concertare il suo Fledermaus, Liszt organizzò in suo onore un matinée domenicale al quale Strauss partecipò con la moglie e l'amico Schnitzer. Nel corso del concerto, prima suonò l'allieva prediletta di Liszt, Sophie Menter con il violoncellista David Popper, e poi il grande pianista sedette al piano e aprì con Les soirées de Vienne ispirate a Schubert e finì con una parafrasi del danubio Blu che affascinò profondamente Strauss.
Fra gli anni 1860 e 1890, la famiglia viennese fu costretta a misurarsi sempre più con le ambizioni egemoniche, sulle scene musicali viennesi, del giovane compositore Carl Michael Ziehrer, di 18 anni più giovane di Strauss, Ziehrer imparò ben presto a comporre valzer, polke e danze nello stesso stile (talvolta superandolo) che era divenuto di moda con gli Strauss.
Fuori dai confini austriaci fu il compositore francese Émile Waldteufel (1837-1915), noto come lo "Strauss di Parigi", ad insidiare il primato di Strauss con i suoi valzer e le sue polke che ebbero largo successo negli anni del Secondo Impero francese sotto Napoleone III.
Il compositore tedesco Richard Strauss (che non era per nulla imparentato con la famiglia viennese), disse in riferimento a Johann Strauss:
(Richard Strauss)
E, riferendosi alla sua opera di maggior successo, Il cavaliere della rosa (Der Rosenkavalier), aggiunse
(Richard Strauss)
Johannes Brahms, oltre che collega compositore, fu un suo amico personale. Strauss gli dedicò il valzer Seid umschlungen Millionen op. 443. A testimonianza della profonda stima che Brahms nutriva nei confronti di Strauss, il compositore tedesco riportò un giorno sul ventaglio di Adele Strauss, terza moglie del compositore, le prime battute del valzer Sul bel Danubio blu annotandovi
(Johannes Brahms)

## Il nazismo e Strauss
Nel 1938, alcuni studiosi dell'ufficio genealogico nazista di Vienna trovarono nei registri della Cattedrale di Santo Stefano il certificato di matrimonio di Johann Michael Strauss, nonno di Johann Strauss padre, nel quale era chiaramente dichiarata la sua origine ebraica. Per i nazisti si trattò di una scoperta estremamente imbarazzante: se ci si fosse dovuti attenere alle leggi razziali di Norimberga (promulgate nel 1935), si sarebbe dovuto vietare l'esecuzione e l'ascolto delle musiche della famiglia Strauss in tutto il Reich, Austria compresa.
Anche la famiglia viennese avrebbe dovuto subire lo stesso destino toccato ad altri compositori ebrei, fra i quali Felix Mendelssohn e Gustav Mahler (vietati durante il regime nazista) oppure di Arnold Schönberg e Alban Berg, che nello stesso periodo erano stati costretti all'esilio, dopo che la loro musica era stata bollata come degenerata. Tuttavia, era stato tra gli altri proprio il giornale antisemita Der Stürmer (L'assaltatore) a scrivere in un suo articolo:
(Der Stürmer)
Gli scopritori del documento, fra i quali Hans Jäger-Sunstenau, vennero convocati d'urgenza negli uffici della Gestapo e fu vietato loro di rendere pubblica la notizia. Per mettere a tacere ogni verità sulle origini ebraiche della famiglia di musicisti viennesi, venne ordinato il sequestro del registro matrimoniale della parrocchia della Cattedrale di Santo Stefano (libro matrimonio 60, 1761/62) che venne trasportato a Berlino nella massima segretezza. Lì venne falsificato: la pagina datata 11 febbraio 1762, nella quale Johann Michael Strauss era identificato come ebreo venne sostituita da una copia, che venne così restituita alla cattedrale. Grazie a tale documento falso, la musica della famiglia Strauss continuò ad andare in onda su tutte le radio del Terzo Reich.
Sempre in questo contesto, una sorte simile toccò ai librettisti delle operette di Strauss: poiché molti di loro erano ebrei, come Ignaz Schnitzer, Victor Léon e Leo Stein, i loro nomi vennero volontariamente eliminati dalla locandine di quegli anni.

## Filmografia
- Vienna di Strauss (Waltzes from Vienna), regia di Alfred Hitchcock (1934)
- Una notte a Pietroburgo (Petersburger Nächte), regia di E.W. Emo (1935)
- Il grande valzer (The Great Waltz), regia di Julien Duvivier (1938)
- Sangue viennese (Wiener Blut), regia di Willi Forst (1942)
- Die Fledermaus, regia di Géza von Bolváry (1946)
- Die Fledermaus, regia di Géza von Cziffra (1962)
- Danubio blu (Die Strauß-Dynastie), regia di Marvin J. Chomsky, mini-serie tv (1991)
- Strauss: The King of 3/4 Time, regia di Kit Hood (1995)